# Löffelholz von Kolberg

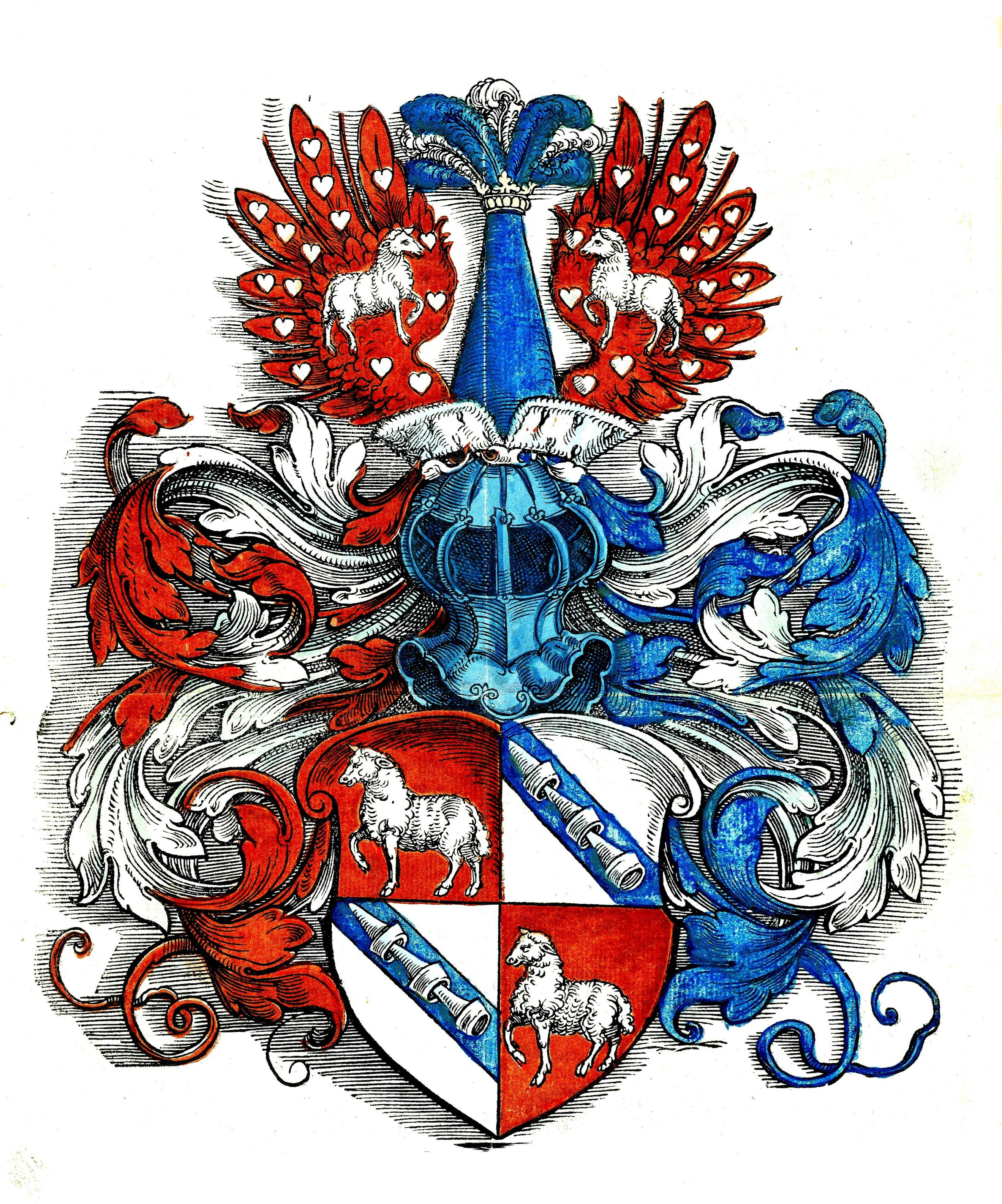
Das Wappen der Löffelholz von Kolberg (Wappenvereinigung aus Stammwappen Löffelholz und Judmann; Holzschnitt von Hans Sebald Beham, um 1525)

Die Löffelholz von Kolberg (auch: Löffelholz von Colberg) sind eine Patrizierfamilie der Reichsstadt Nürnberg. Die Löffelholz waren ab 1440, mit kurzen Unterbrechungen, bis zum Ende der reichsstädtischen Zeit im Jahre 1806 im „Inneren Rat“ vertreten und gehörten nach dem Tanzstatut zu den „erst zugelassenen“ ratsfähigen Geschlechtern.

## Geschichte
Der Ursprung der Löffelholz (auch: Loeffelholz, Löffelholtz oder Loeffelholtz) lässt sich erstmals im 13. Jahrhundert als Ministerialen der Bischöfe von Bamberg nachweisen. Sie gehörten im 14. und beginnenden 15. Jahrhundert zu den führenden Ratsgeschlechtern Bambergs und zum Heiratskreis der Dienstmannen der Bamberger Bischöfe. Aufgrund der Kämpfe zwischen den Bischöfen und der Bamberger Bürgerschaft verließen sie Bamberg und siedelten um 1420 nach Nürnberg über. Burkhard und Hans Löffelholz waren die ersten Vertreter des Geschlechts in Nürnberg. 1440 stellte die Familie mit Hans dem Alten das erste Ratsmitglied im Kleinen Rat, wodurch die Aufnahme ins regierende Nürnberger Patriziat erfolgte.

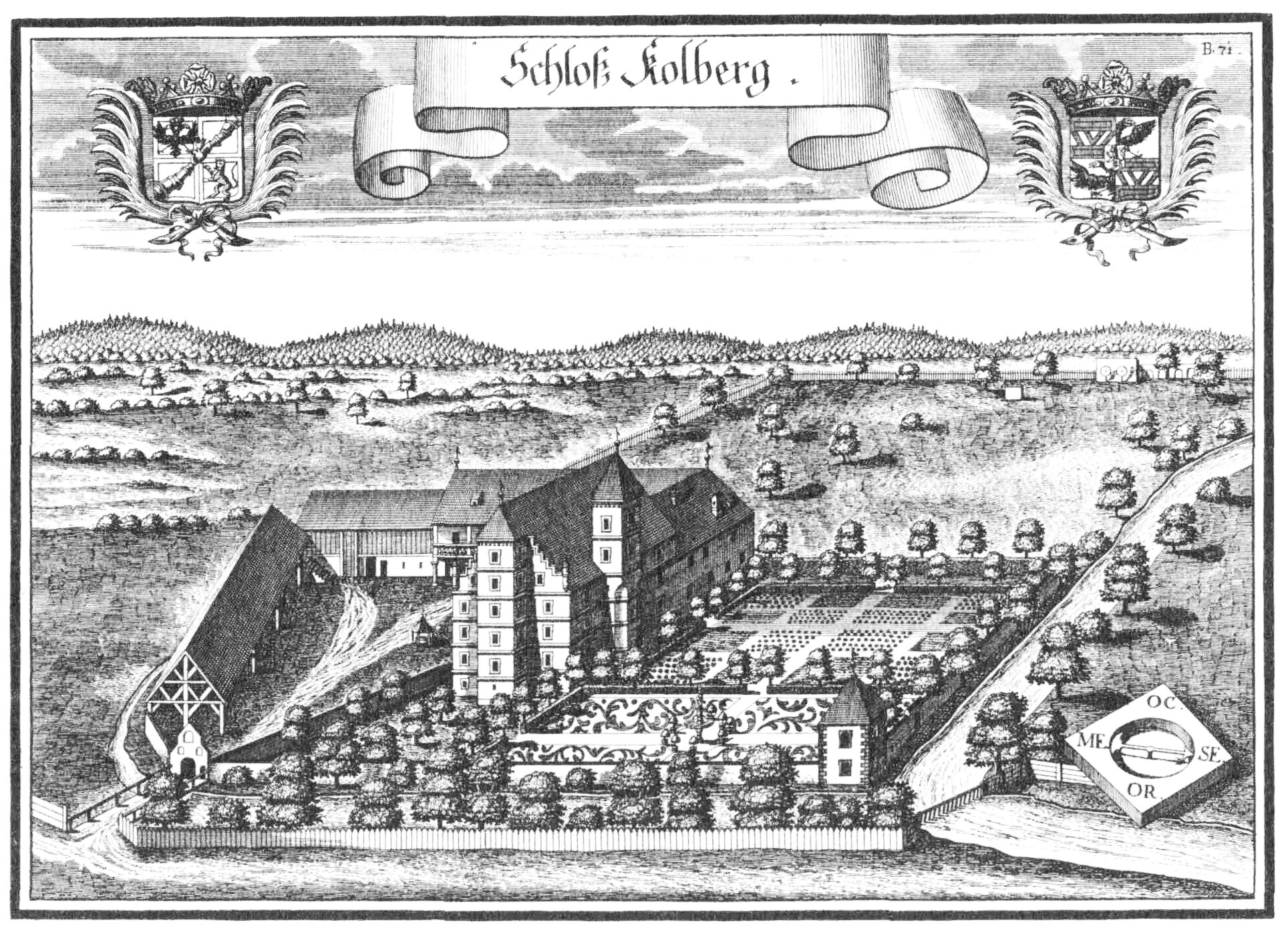
Schloss Kolberg 1721

Im Landshuter Erbfolgekrieg führte der Feldhauptmann Thomas Löffelholz (1472–1527) erfolgreich die Truppen Herzog Albrechts IV. und wurde als Anerkennung mit Schloss Kolberg in Altötting belohnt, das aus dem enteigneten Besitz Wolfgang Kolbergers, des in Ungnade gefallenen Kanzlers Georgs des Reichen von Bayern-Landshut stammte. Die Familie nannte sich seither nach dem Schloss; 1512 wurde der Zusatz auch als Adelstitel anerkannt. Wilhelm Loeffelholz und seine Kinder blieben bis 1564 Herren auf Kolberg, das dann verkauft wurde. Ihr Nürnberger Stammsitz war von 1455 bis 1945 der Herrensitz Gibitzenhof.
Das Löffelholz-Fenster in der Lorenzkirche wurde 1506 von Hans Baldung Grien aus der Dürer-Werkstatt entworfen und von Veit Hirschvogel gefertigt.
Angehörige des Geschlechts waren ab dem 18. Jahrhundert, wegen des Besitzes von Mühlendorf und Erlau (Kondominatsbesitz), Mitglieder im Ritterkanton Steigerwald des Fränkischen Ritterkreises und somit Reichsritter. Schon im 17. Jahrhundert war ein Zweig der Familie vermutlich im Ritterkanton Gebürg immatrikuliert.
Georg Wilhelm Löffelholz von Kolberg (1661–1719) war kaiserlicher Oberst in den Türkenkriegen unter Prinz Eugen von Savoyen. Für seine Verteidigung der Festung Arad, die er 1701–1704 aus eigenen Mitteln bestritt, wurde er 1708 in den Reichsfreiherrenstand erhoben und zum Generalfeldmarschallleutnant ernannt, 1716 wurde er Generalfeldzeugmeister. Der früh zum Katholizismus Konvertierte wurde in der Loreto-Kapelle der Matthiaskirche (Budapest) beigesetzt.
1813 wurden die Löffelholz von Kolberg in die Freiherrenklasse des bayerischen Adels immatrikuliert.

## Besitzungen (Auszug)
In und um Nürnberg herum hatten die Löffelholz große Besitzungen. Das Haus Paniersplatz 17 in Nürnberg war ehemals Löffelholz'sches Stiftungshaus. Zu den Besitzungen gehörten ferner:

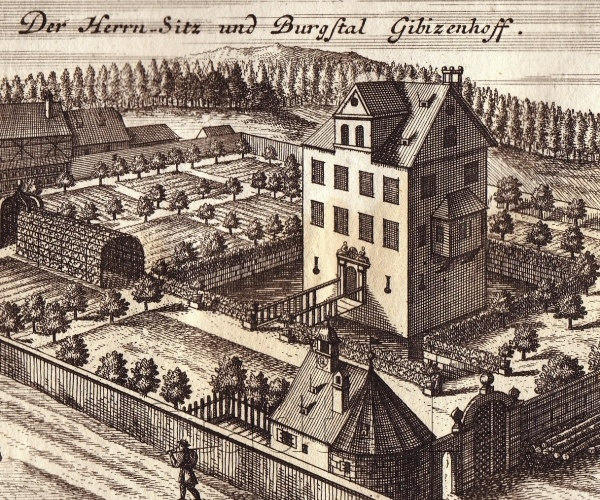
Herrensitz Gibitzenhof (Nürnberg) 1708

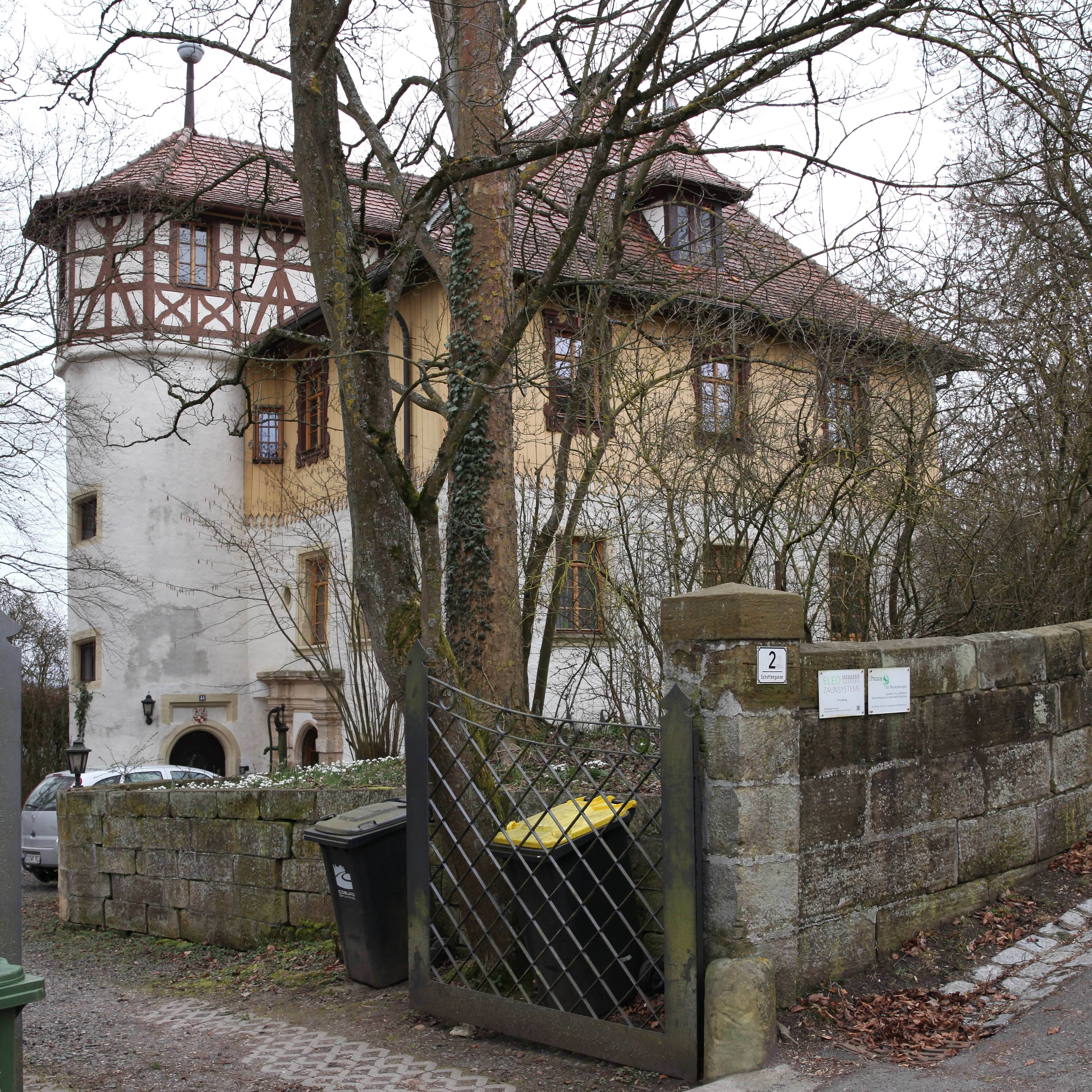
Schloss Schottenstein bei Coburg, seit 1917 im Besitz der Familie

- 1455–1955 den Herrensitz Gibitzenhof (1945 zerstört, der Grundbesitz für Industrieanlagen der MAN verkauft)
- 1463–???? die Burg Tennenlohe
- 1470–1852 Schloss Heroldsbach
- 1507–1564 das Schloss Neukolberg bei Altötting
- 1522–1540 den Herrensitz Birnthon
- 1563–1837 den Herrensitz Zerzabelshof
- 16./17. Jh. Besitzungen in Belmbrach bei Roth[2]
- ????–1609 das Weiherhaus bei Stein (Röthenbach bei Schweinau)
- 17./18. Jh. Röthenbach bei Schweinau (Lehnsherren)
- 1636–1677 den Herrensitz „Groß'scher Burgstall“ in Wendelstein
- 1642–1739 das Schloss Malmsbach
- 1654–1675 das Hammerherrenhaus Rothenbruck, Neuhaus an der Pegnitz (Löffelholz-Tetzel-Kreß-Gesellschaft)
- 1657–???? das Petzsche Schloss in Schwarzenbruck
- 1657–1800 das Löffelholz-Schlösschen in Gostenhof (Abbruch vor 1900)
- 1658–1738 den Herrensitz Steinach (Löffelholz von Colberg auf Steinach)
- 1695–???? das Zeidlerschloss in Feucht
- ????–1743 den Herrensitz Letten (Lauf an der Pegnitz)
- 18. Jh. zwei Höfe und zwei Halbhöfe in Leichendorf
- ????–1825 Grundherrschaften in Mögeldorf (Linksches Schloss[3], Bremensitz[4])
- um 1800 den Förrenbergerschen Sitz in Erlenstegen
- um 1800 den Dietherrschen Sitz in Erlenstegen
- 1917–heute Mittleres Schloss in Schottenstein bei Coburg

## Bekannte Familienmitglieder
- Wilhelm Löffelholz (1424–1475), Hauptmann, Diplomat und Ratsherr
- Johann Löffelholz (1448–1509), Rechtsgelehrter, Humanist und Dichter (Pseudonym: „Cocles“)[5]
- Barbara Löffelholz, Ehefrau des Johannes Pirckheimer  (um 1440–1501), Mutter von Willibald Pirckheimer und Caritas Pirckheimer
- Thomas Löffelholz von Kolberg (1472–1527), bayerischer Feldhauptmann[6], Pfleger zu Abensberg und Braunau
- Martin Löffelholz von Kolberg († 1533), Pfleger des Pflegamts Lichtenau, schuf ab 1505 den Löffelholz-Codex, eine bedeutende technologische Bilderhandschrift (heute in Krakau)[7][8], neu entdeckter zweiter Teil in der Württembergischen Landesbibliothek[9].
- Burkhard Löffelholz von Kolberg (1599–1675), vorderster Losunger[10] und Reichsschultheiß von Nürnberg
- Johann Hieronymus Löffelholz von Colberg (1632–1676), Ratsherr, Bürgermeister
- Georg Wilhelm Löffelholz von Kolberg (1661–1719), kaiserlicher Feldmarschallleutnant und Generalfeldzeugmeister[11]
- Sigmund Friedrich Loeffelholz von Colberg (1807–1874), Forstmann und Forstwissenschaftler
- Wilhelm Christian Eberhard Friedrich Löffelholz von Kolberg (1809–1891), Fürstlich Oettingen-Wallersteinscher Domanialkanzleirat und Archivar, Vorstand der Kunst- und wissenschaftlichen Sammlungen in Maihingen.
- Georg von Löffelholz von Kolberg (1869–1938), deutscher Generalmajor der Reichswehr
- Curt Loeffelholz von Colberg (1874–1945), deutscher Politiker (NSDAP)
- Bernhard von Loeffelholz (1934–2024), deutscher Bankier und Kulturmanager
- Friedrich von Loeffelholz (1955–2017), deutscher Radrennfahrer und Hochschullehrer
- Clemens Loeffelholz von Colberg (* 1989), deutscher Stage Designer und Creative Director

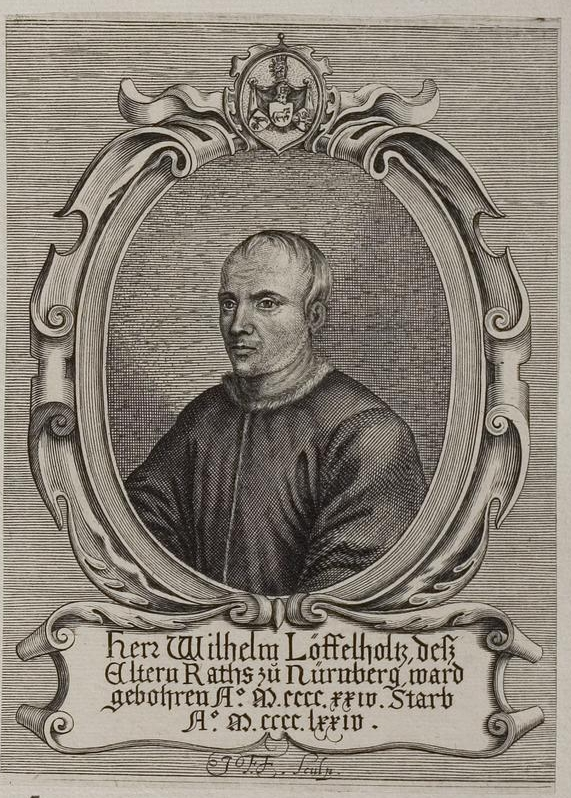
Wilhelm Löffelholz von Colberg (1424–1475), Septemvir, Kriegsoberst, Bürgermeister
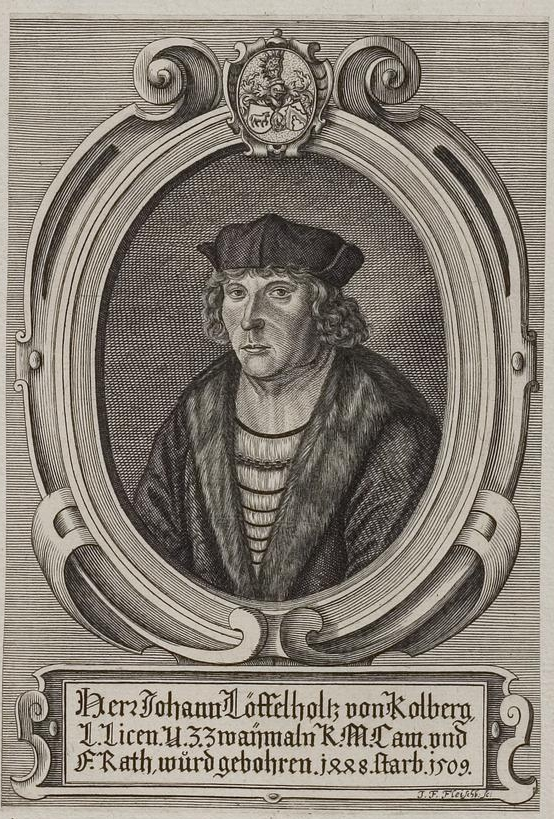
Johann Löffelholz von Colberg (1448–1509), Rechtsgelehrter, Humanist
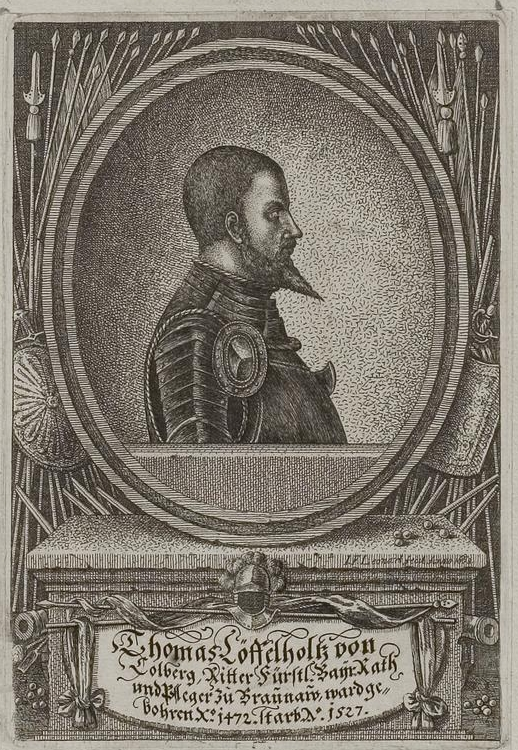
Thomas Löffelholz von Kolberg (1472–1527), bayer. Feldhauptmann u. Pfleger zu Abensberg und Braunau
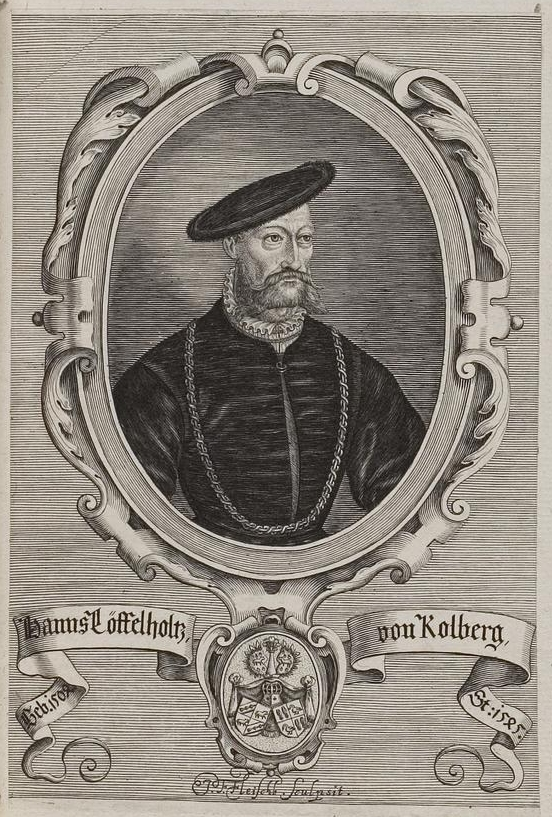
Johann Löffelholz von Colberg (1504–1545), auf Schwarzenbruck und Gründlach
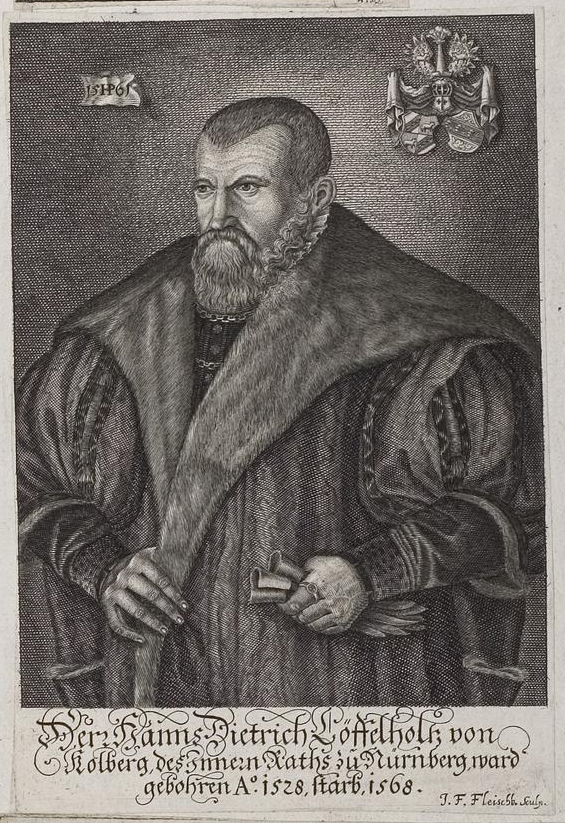
Johann Dietrich Löffelholz von Colberg (1528–1565), Ratsherr, Bürgermeister
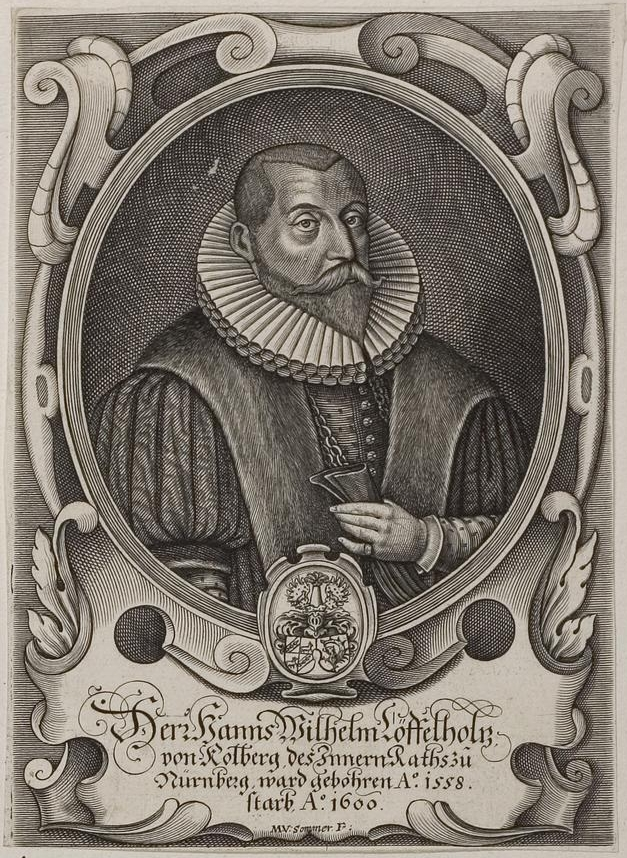
Johann Wilhelm Löffelholz von Kolberg (1558–1600), Innerer Rat
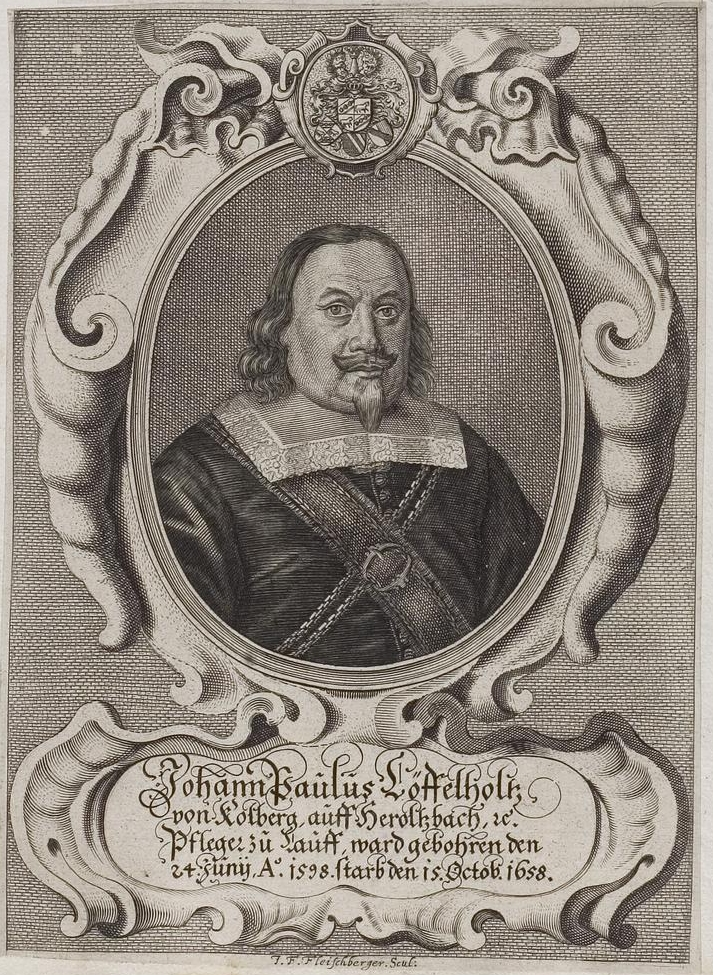
Johann Paul Löffelholz von Colberg (1598–1658), Pfleger in Lauf
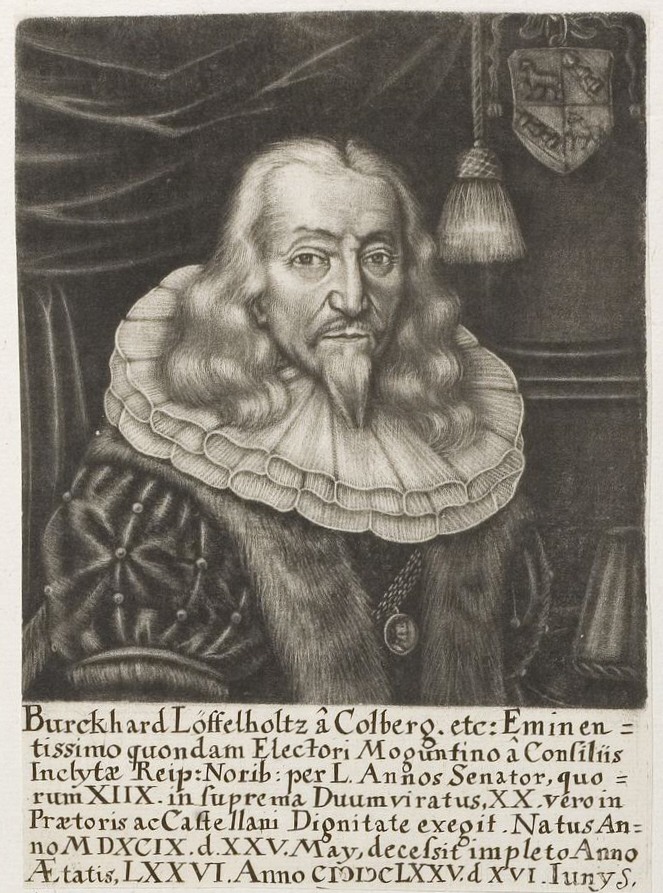
Burkhard Löffelholz von Kolberg (1599–1675), Septemvir, Bürgermeister, Vorderster Losunger und Reichsschultheiß
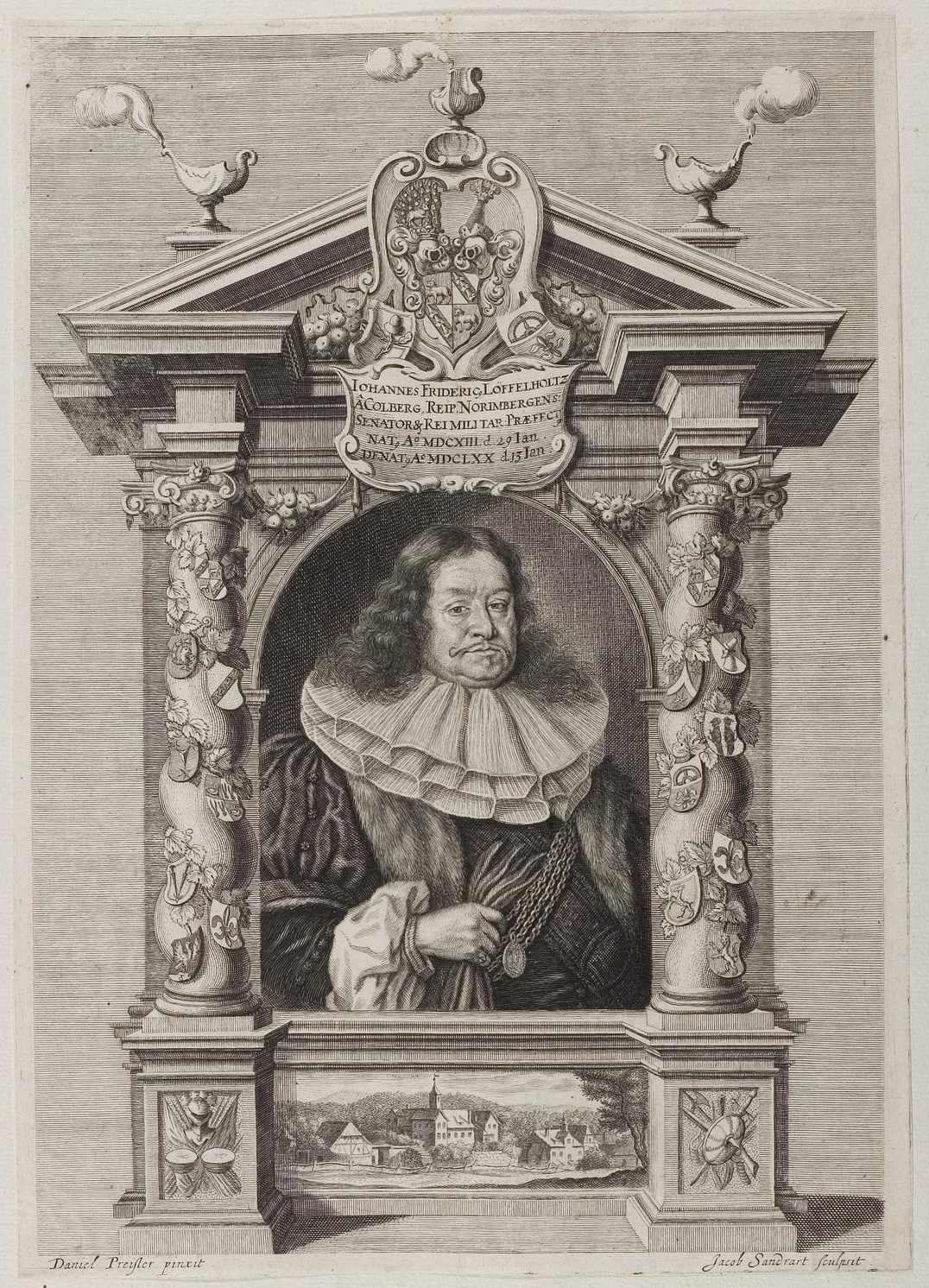
Hans Friedrich Löffelholz von Colberg (1613–1670), Innerer Rat und Kriegsrat
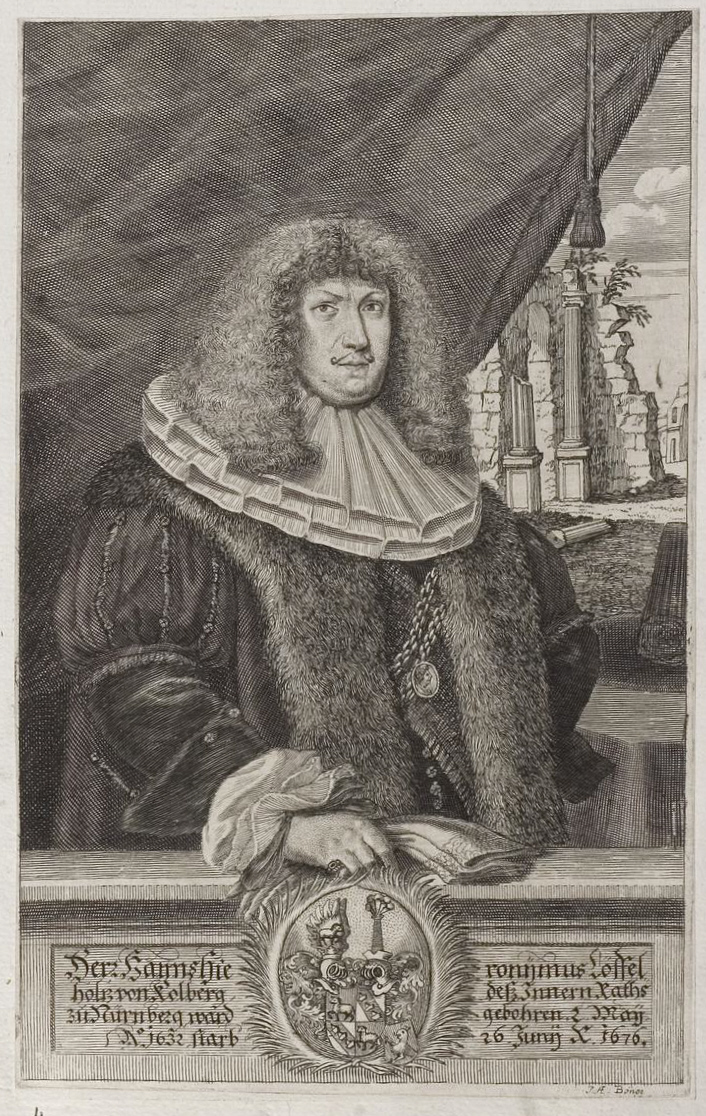
Johann Hieronymus Löffelholz von Colberg (1632–1676), Bürgermeister
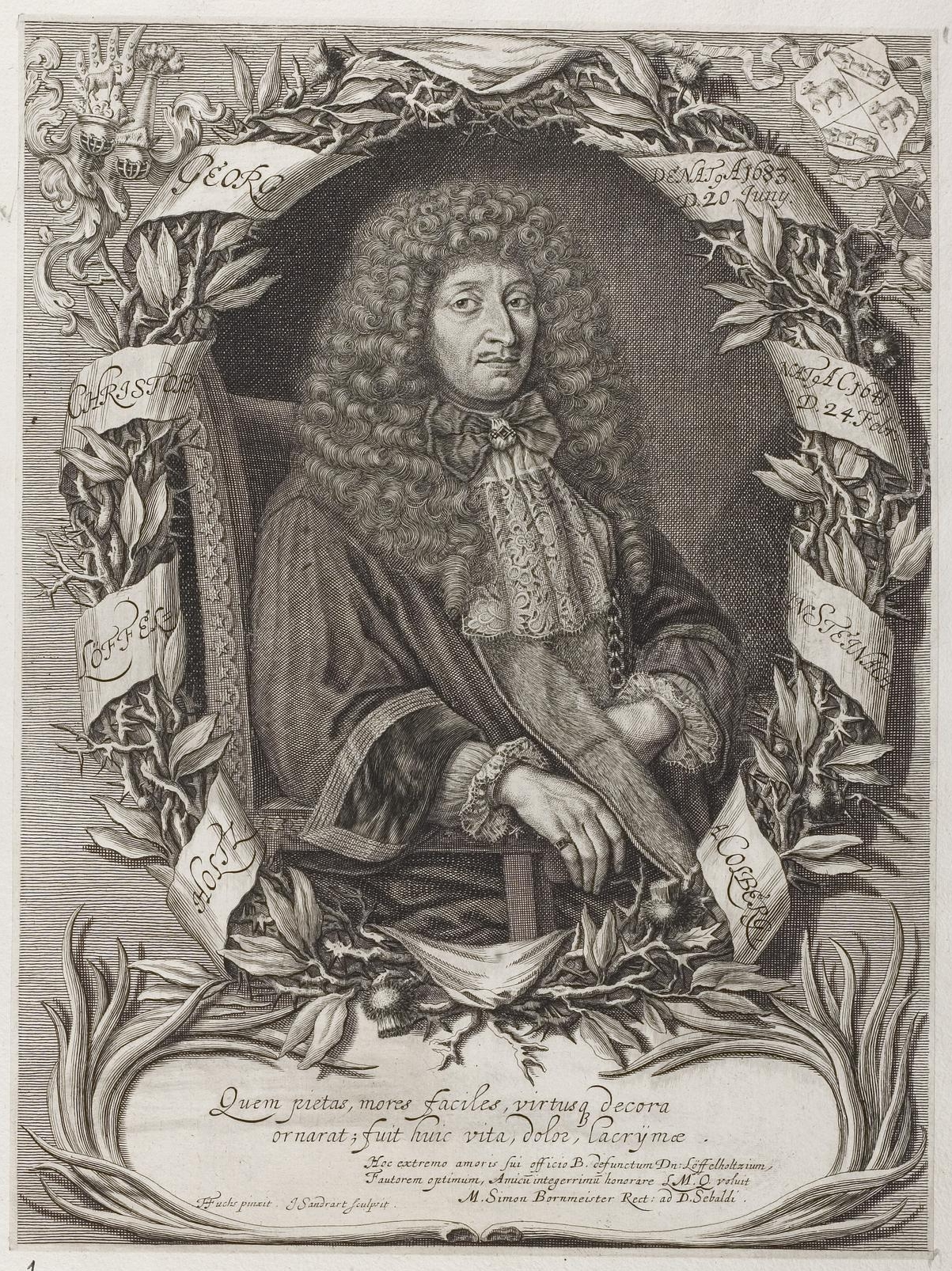
Georg Christoph Löffelholtz von Kohlberg (1641–1683)
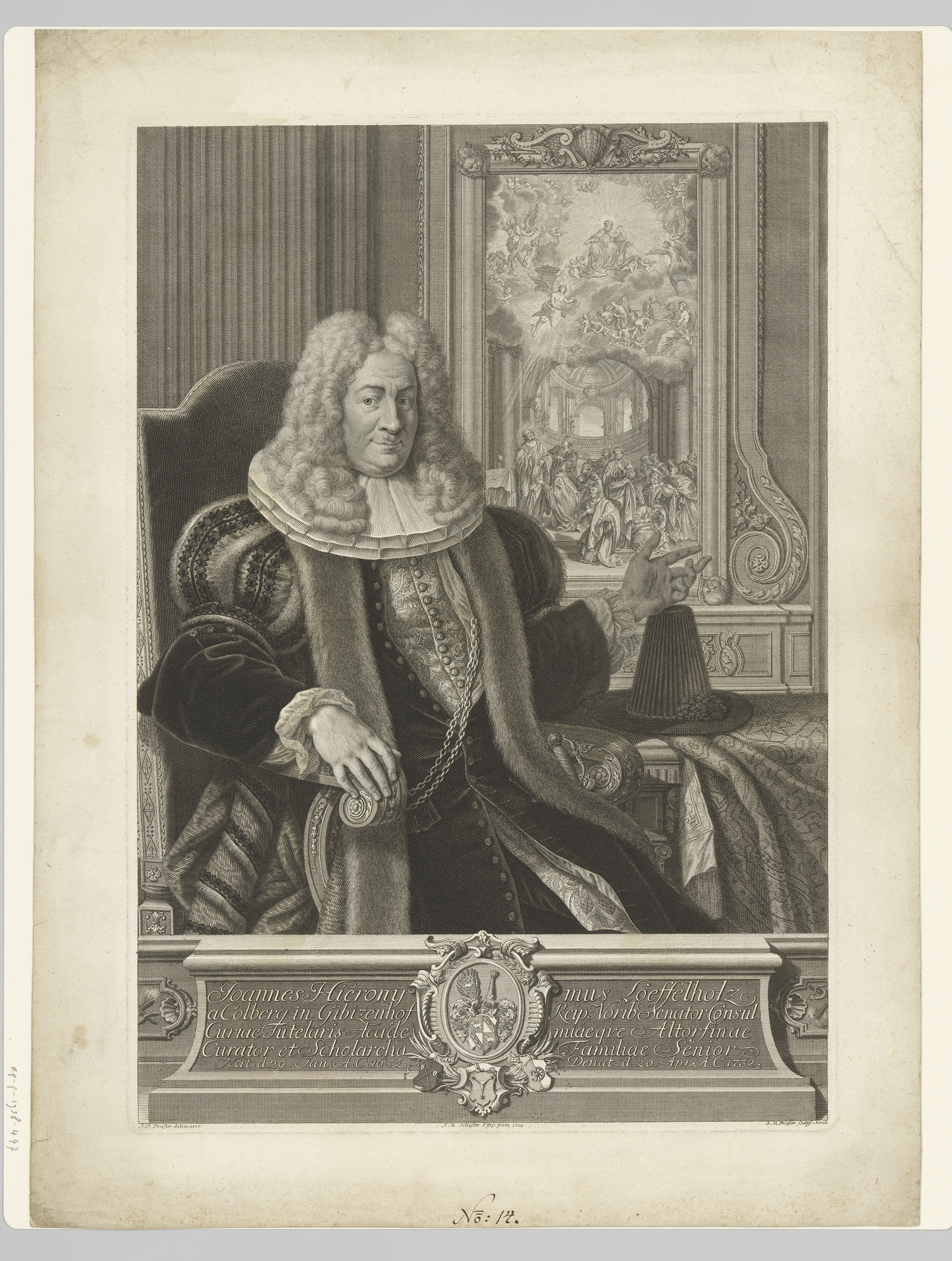
Johann Hieronymus Löffelholz von Colberg (1652–1732), Ratsherr, Kurator der Universität Altdorf

## Wappen
Das Stammwappen der Löffelholz ist in Rot ein silbernes, schreitendes Schaf oder Lamm. Helmzier ist ein roter, silbern gestulpter Turnierhut, aus dem ein roter, mit silbernen Lindenblättern bestreuter und mit dem silbernen Lamm belegter Flügel emporwächst. Die Helmdecken sind rot und silbern. (Das Wappen ist nicht zu verwechseln mit dem sehr ähnlichen der 1513 erloschenen Nürnberger Patrizierfamilie Lemmel.)
Das germehrte Wappen ist geviert: Felder 1 und 4 in Rot ein silbernes, schreitendes Schaf (Lamm, Stammwappen). Die Felder 2 und 3 zeigen in Silber einen blauen Schrägrechtsbalken, belegt mit drei silbernen, nach der Figur gelegten, spitzen Hüten mit Aufschlag (Judenhüten). Dieses zweite Element erhielt Ritter Thomas Löffelholz, Hauptmann im Dienste der Herzöge von Bayern, Rat und Pfleger zu Braunau, am 2. August 1515 als Wappenverbesserung von Kaiser Maximilian I. als Lohn für treue Dienste, wobei ihm sein „mehr als 200 Jahre alter Adelsstand“ bestätigt wurde. Es handelt sich bei den Judenhüten um das Wappen der erloschenen bayrischen Ritter Judmann von Affecking, einem 1497 ausgestorbenen niederbayrischen Turnieradelsgeschlecht.
Das gemehrte Wappen konnte laut dem Diplom mit einem oder mit zwei Helmen geführt werden.
Variante mit einem Helm: Auf dem Helm ein blauer hoher Hut (Judenhut), silbern oder mit Hermelin gestulpt, oben aus der goldenen Hutkrone ein Pfauenfederbusch aus drei Federn in den Farben blau-silbern-blau hervorkommend, der Hut zwischen einem offenen roten Flug, jeweils mit silbernen Lindenblättern bestreut und mit dem silbernen Lamm belegt. Die Helmdecken sind rechts rot und silbern, links blau-silbern.
Variante mit zwei Helmen: Helm 1 (vorne, rechts): Auf dem gekrönten Helm ein roter Flug, jeweils mit silbernen Lindenblättern bestreut und mit dem silbernen Lamm belegt. Die Helmdecken sind rot und silbern (Stammhelm). Helm 2 (hinten, links): Auf dem Helm ein blauer hoher Hut (Judenhut), silbern oder wie hier mit Hermelin gestulpt, oben aus der goldenen Hutkrone ein Pfauenfederbusch aus fünf Federn in den Farben blau-silbern-blau-silbern-blau hervorkommend. Die Helmdecken sind blau-silbern (Helm derer von Judmann).

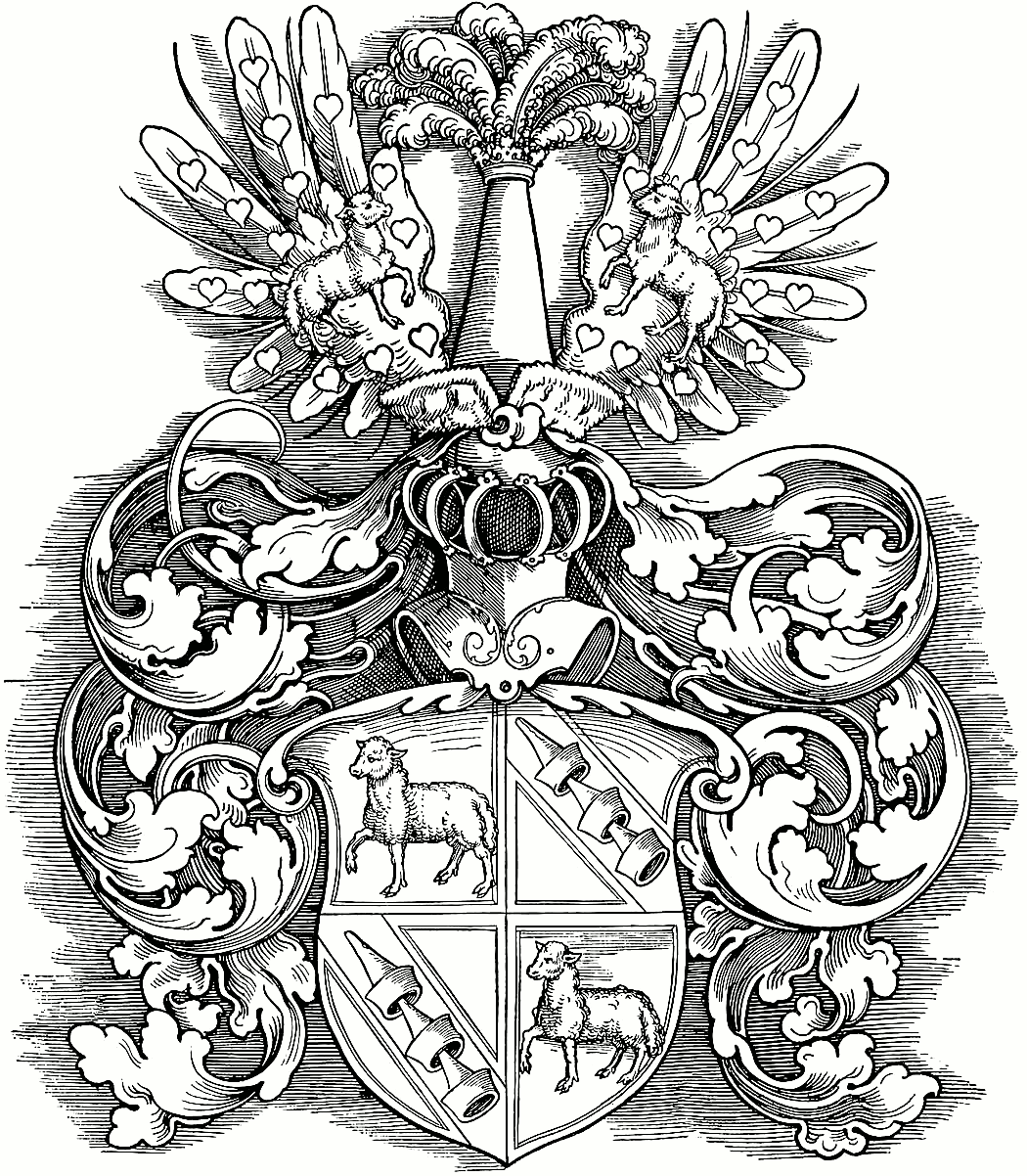
Wappen um 1550 (Sebald Beham)
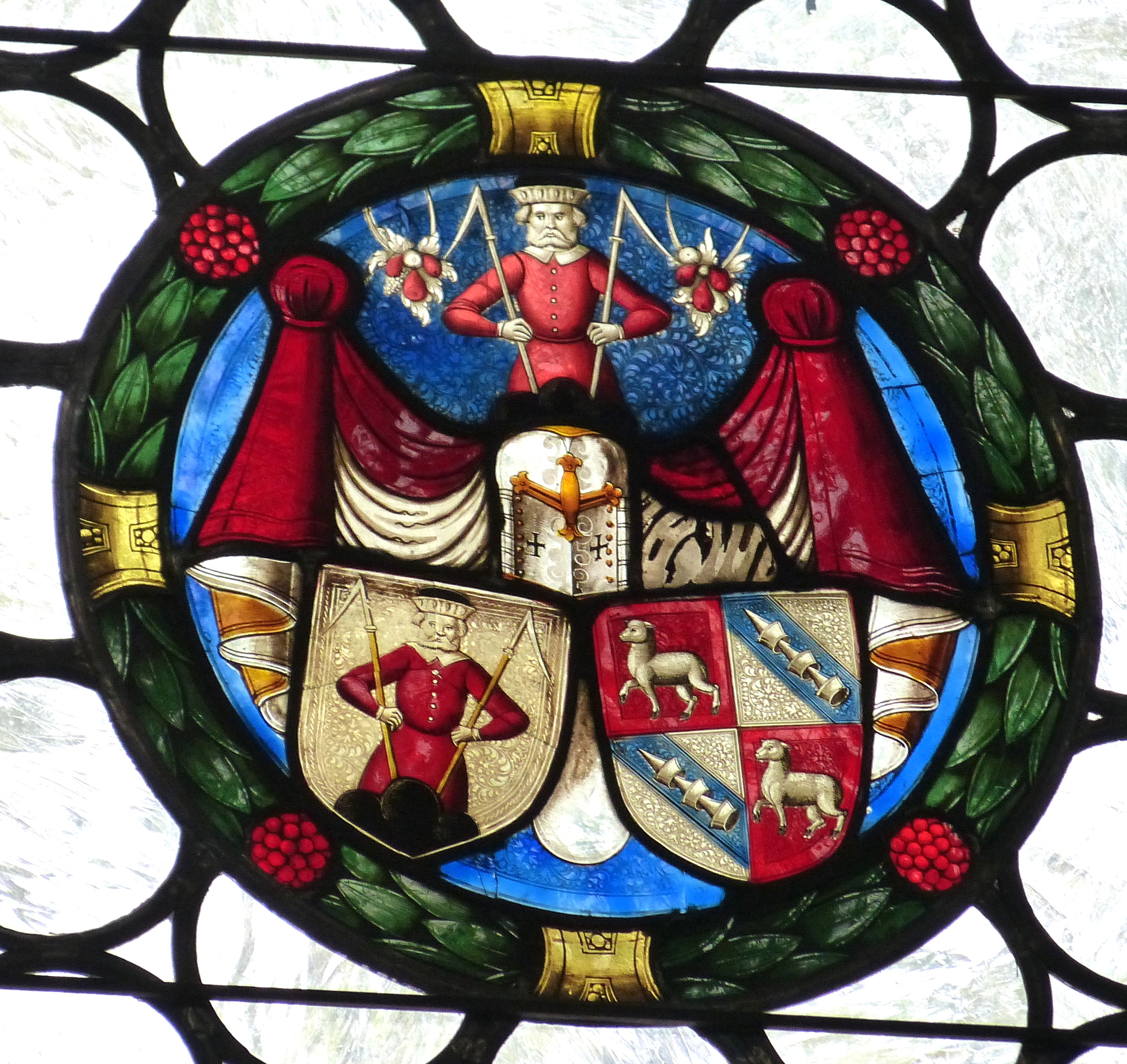
Wappenscheibe Starck / Löffelholz, Lorenzkirche
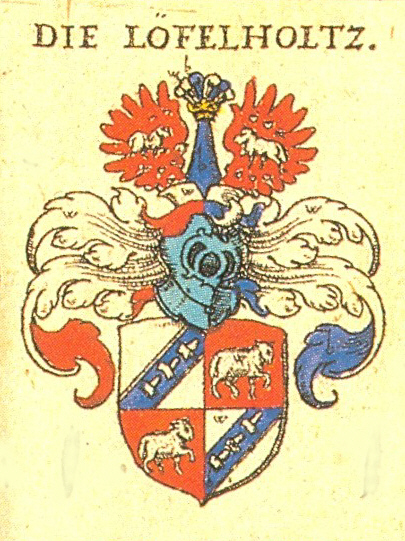
Das Wappen der Löffelholz (1605 – Siebmacher)
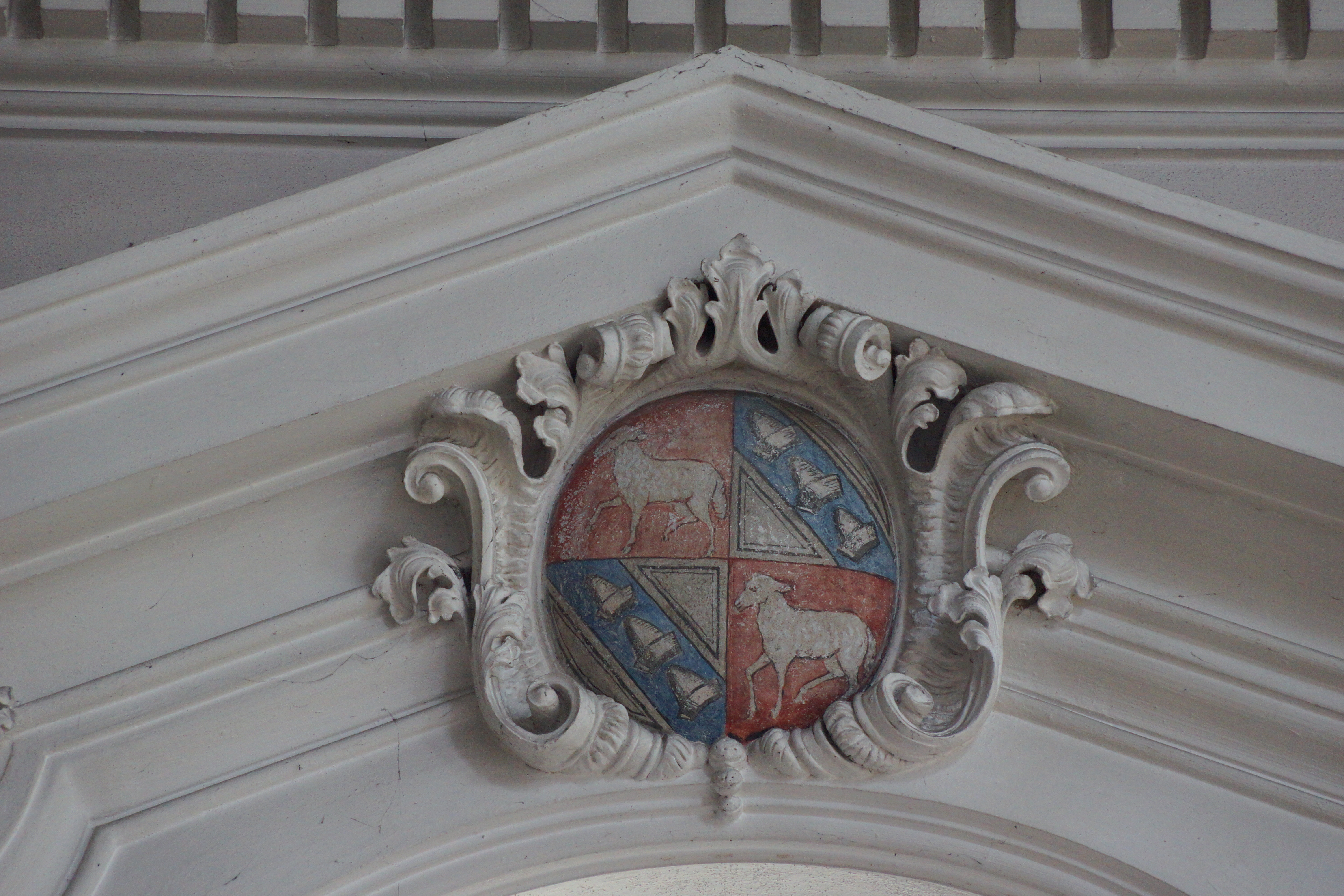
Wappen Egidienkirche
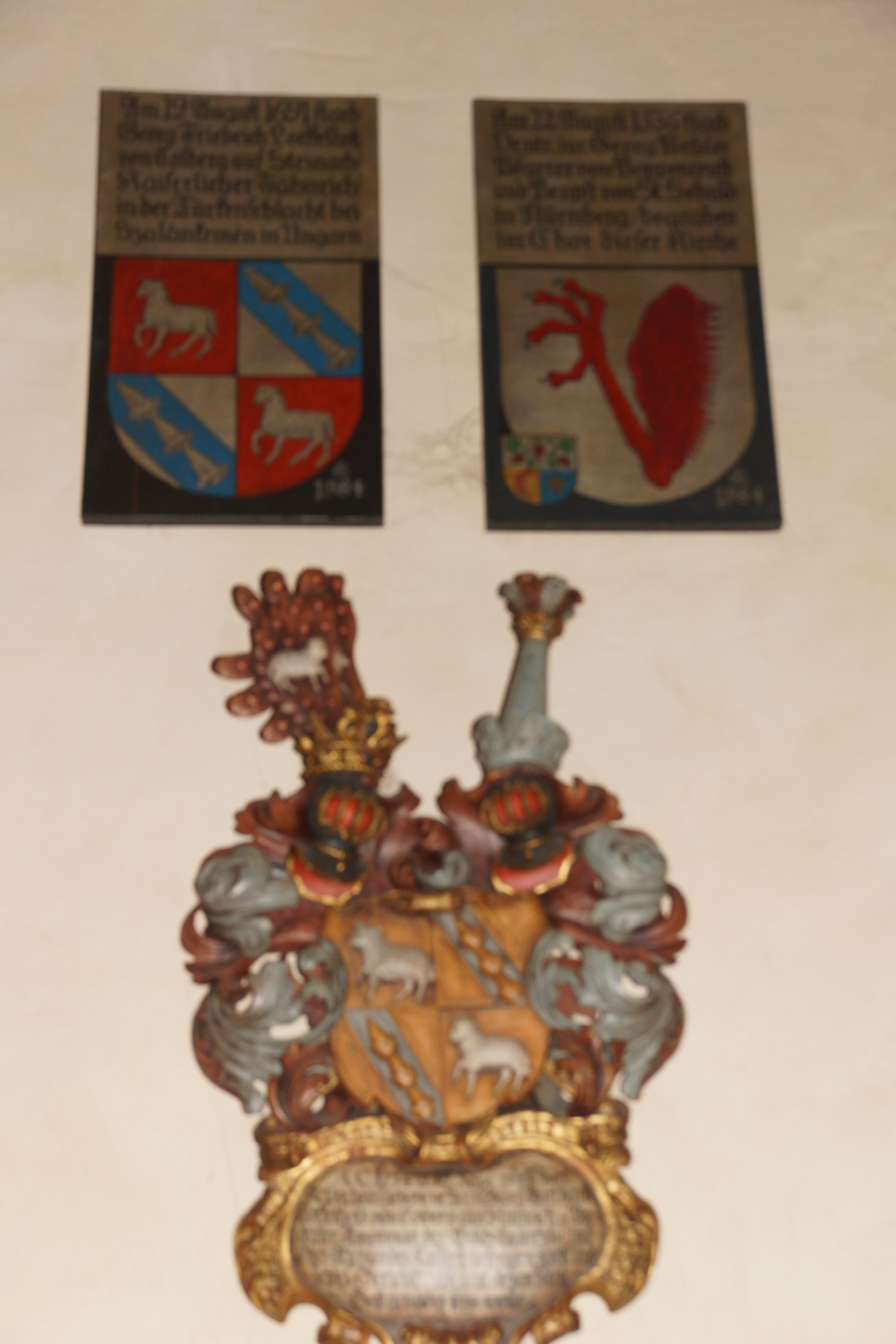
Totenschild Georg Burkhard Loeffelholz (1636–1714) auf Steinach in St. Peter und Paul, Poppenreuth
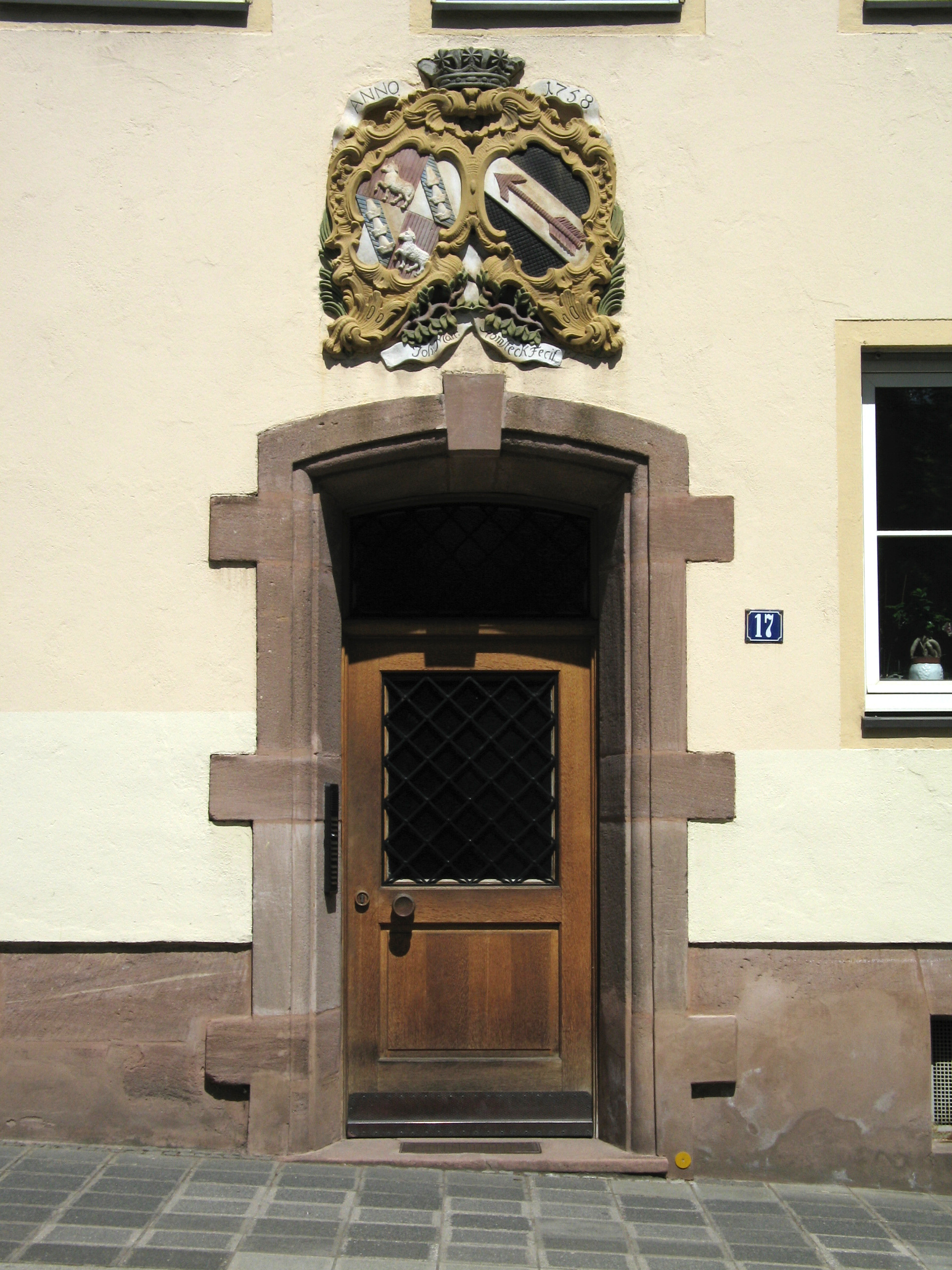
Wappen Paniersplatz 17 (Löffelholz'sches Stiftungshaus)

## Epitaphien in der Nürnberger Sebalduskirche

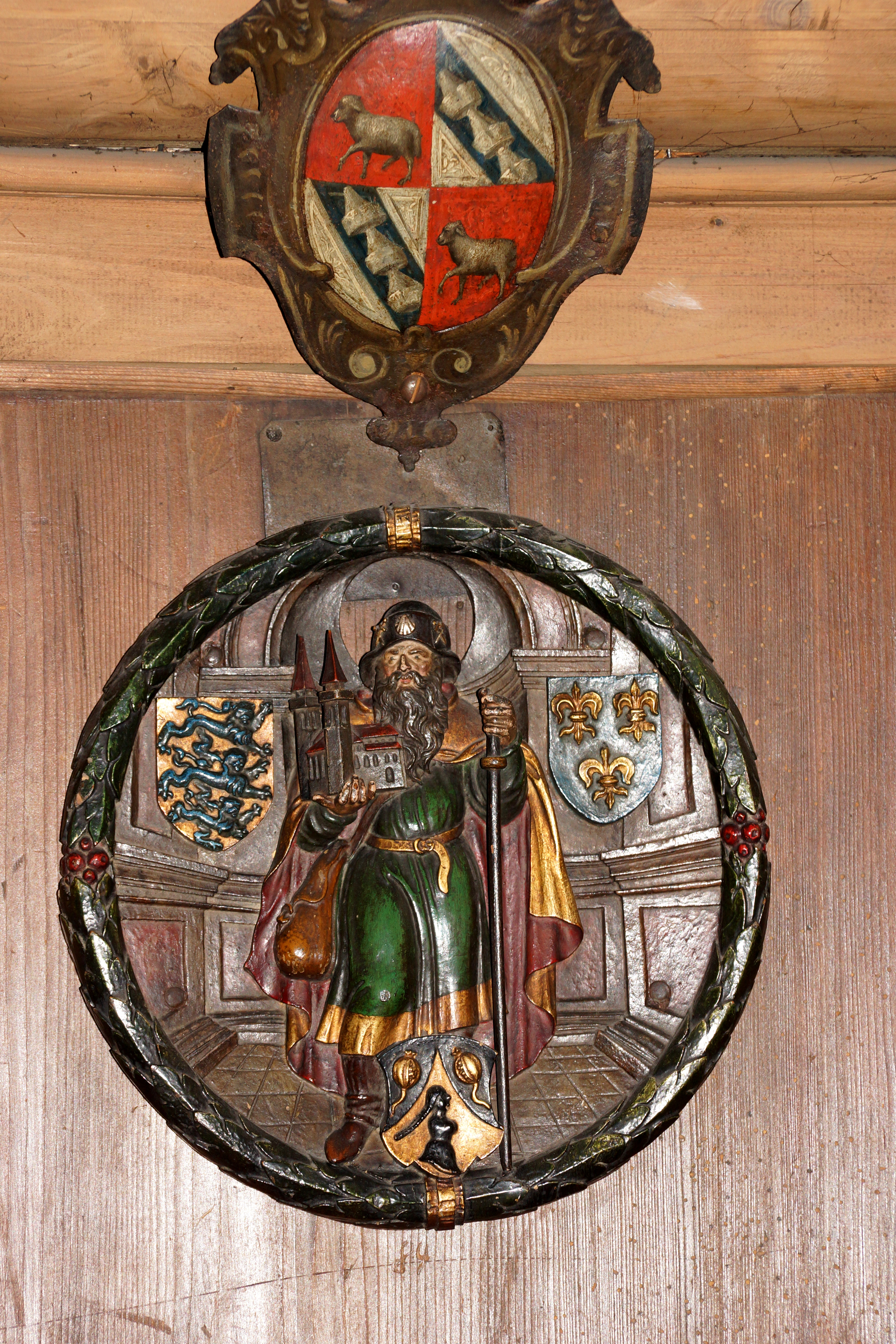
Wappen in der Sebalduskirche
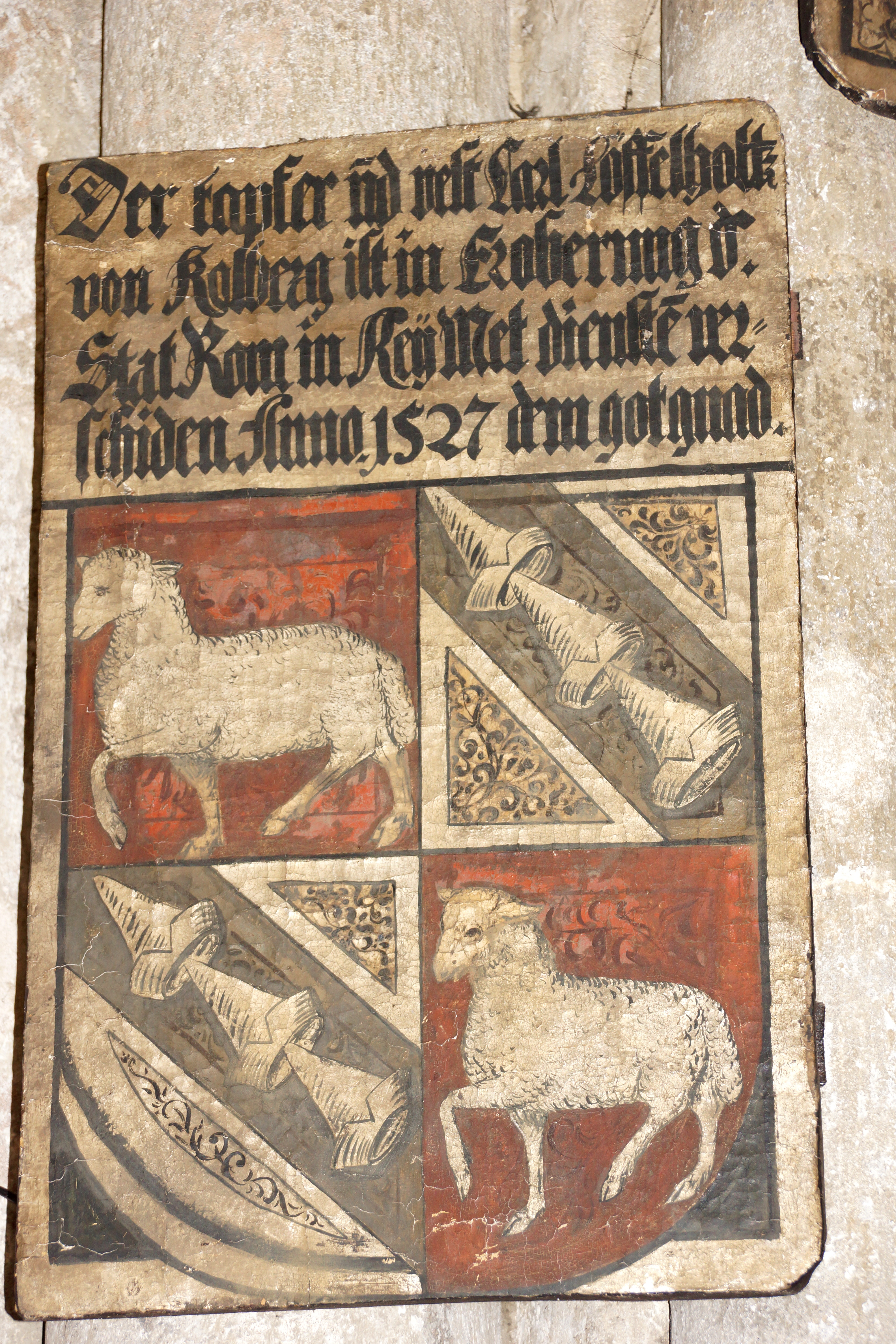
Epitaph für Carl Löffelholtz († 1527)
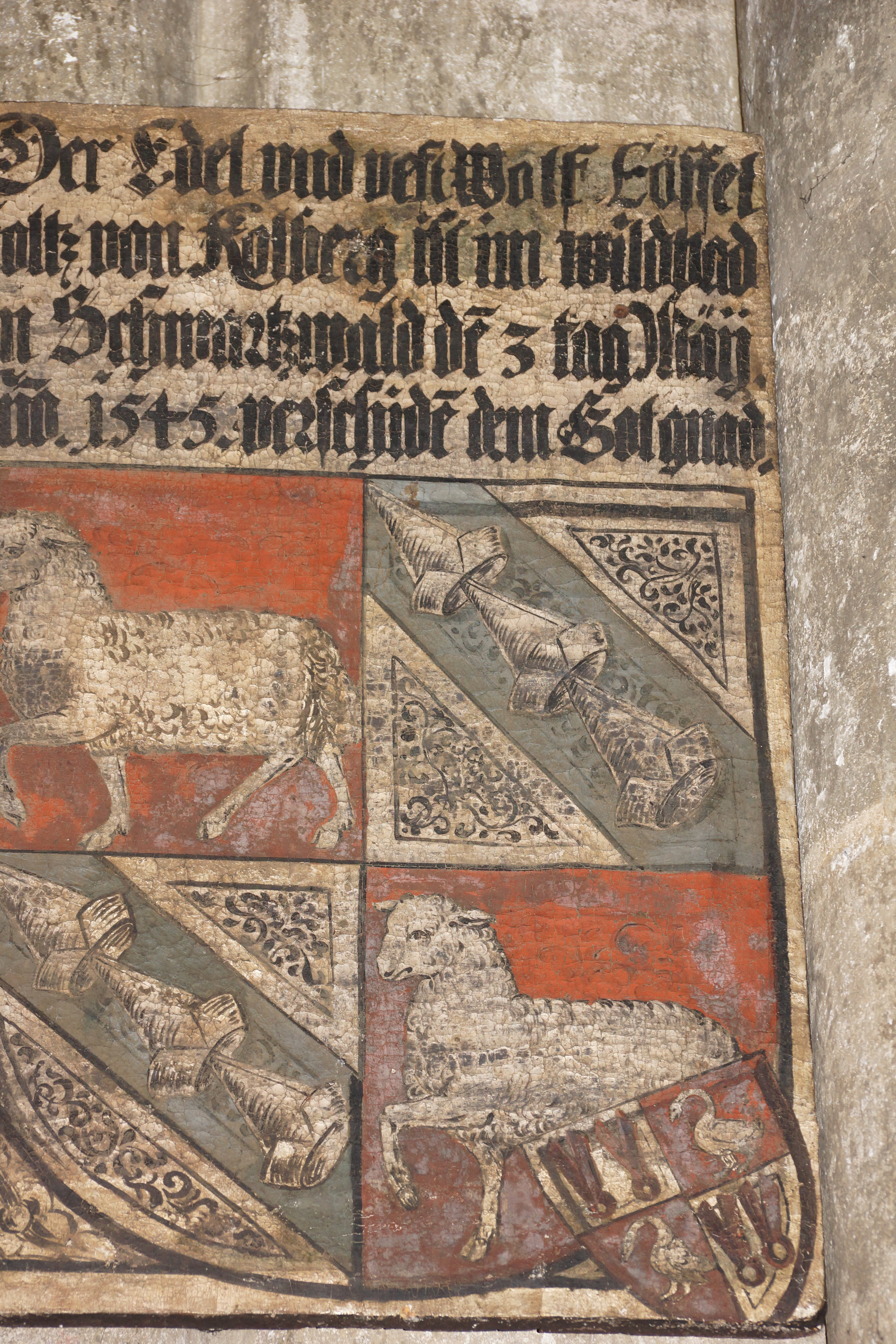
Epitaph für Wolf Löffelholtz († 1545)
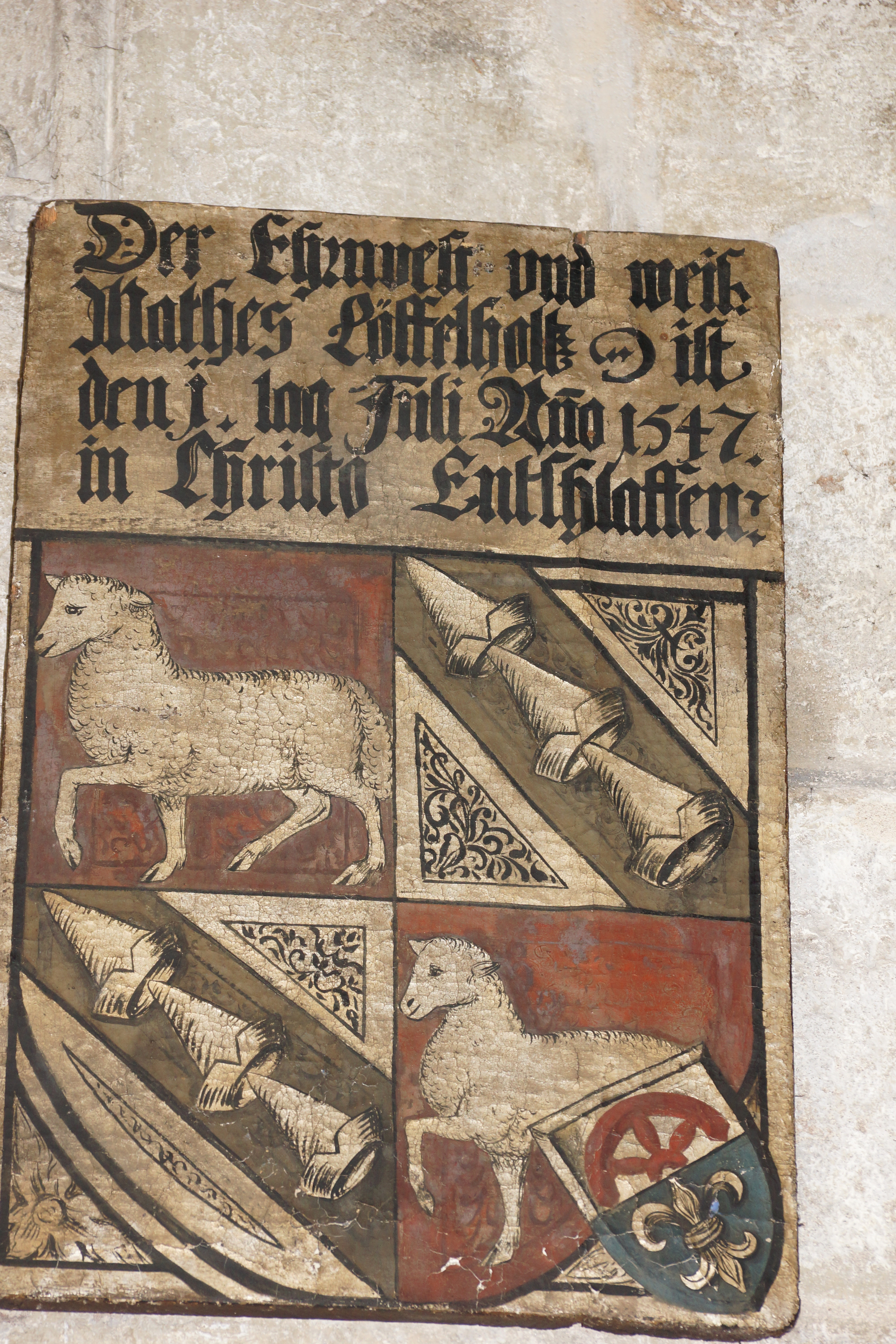
Epitaph für Mathes Löffelholtz († 1547)
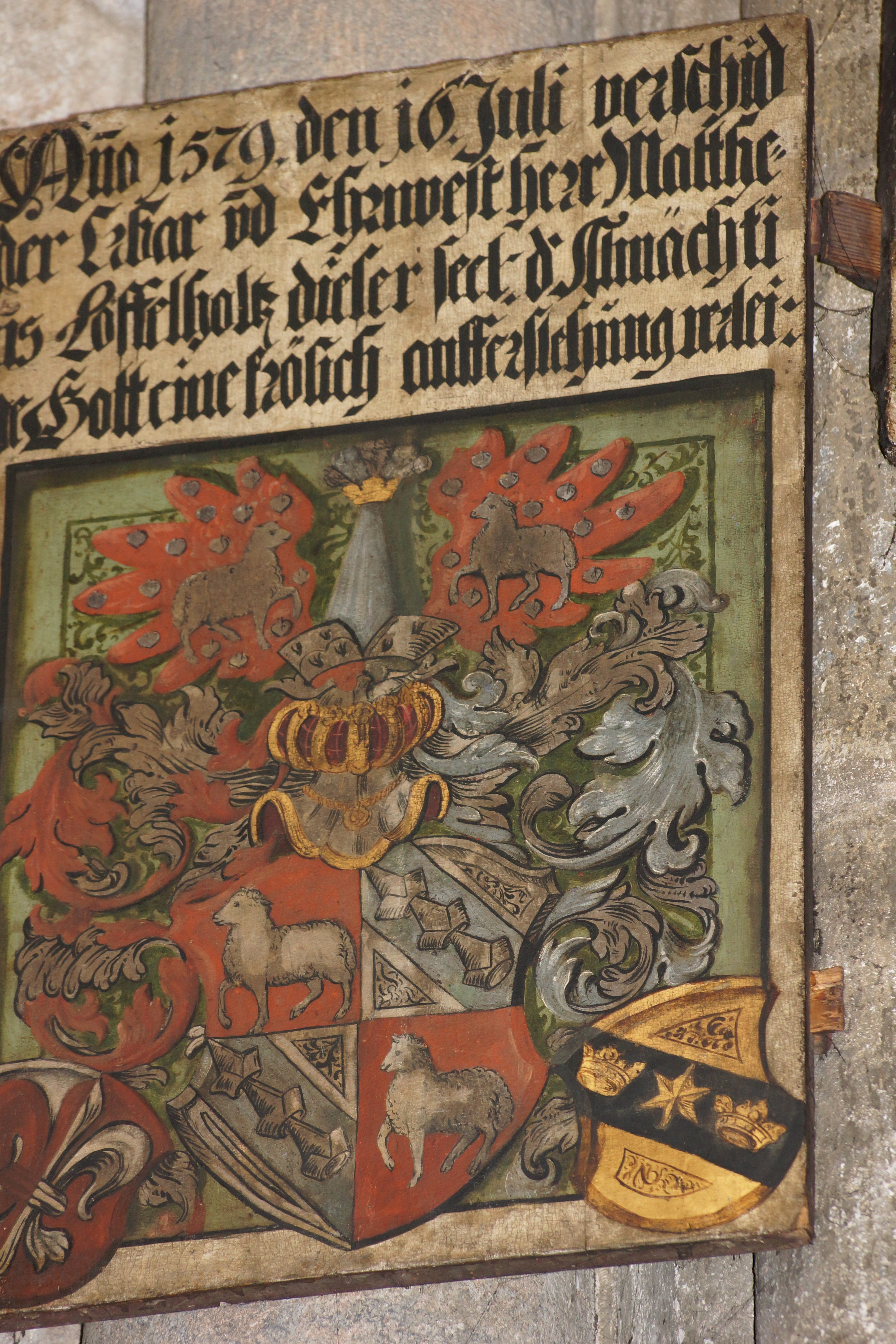
Epitaph für Mattheus Löffelholtz († 1579)
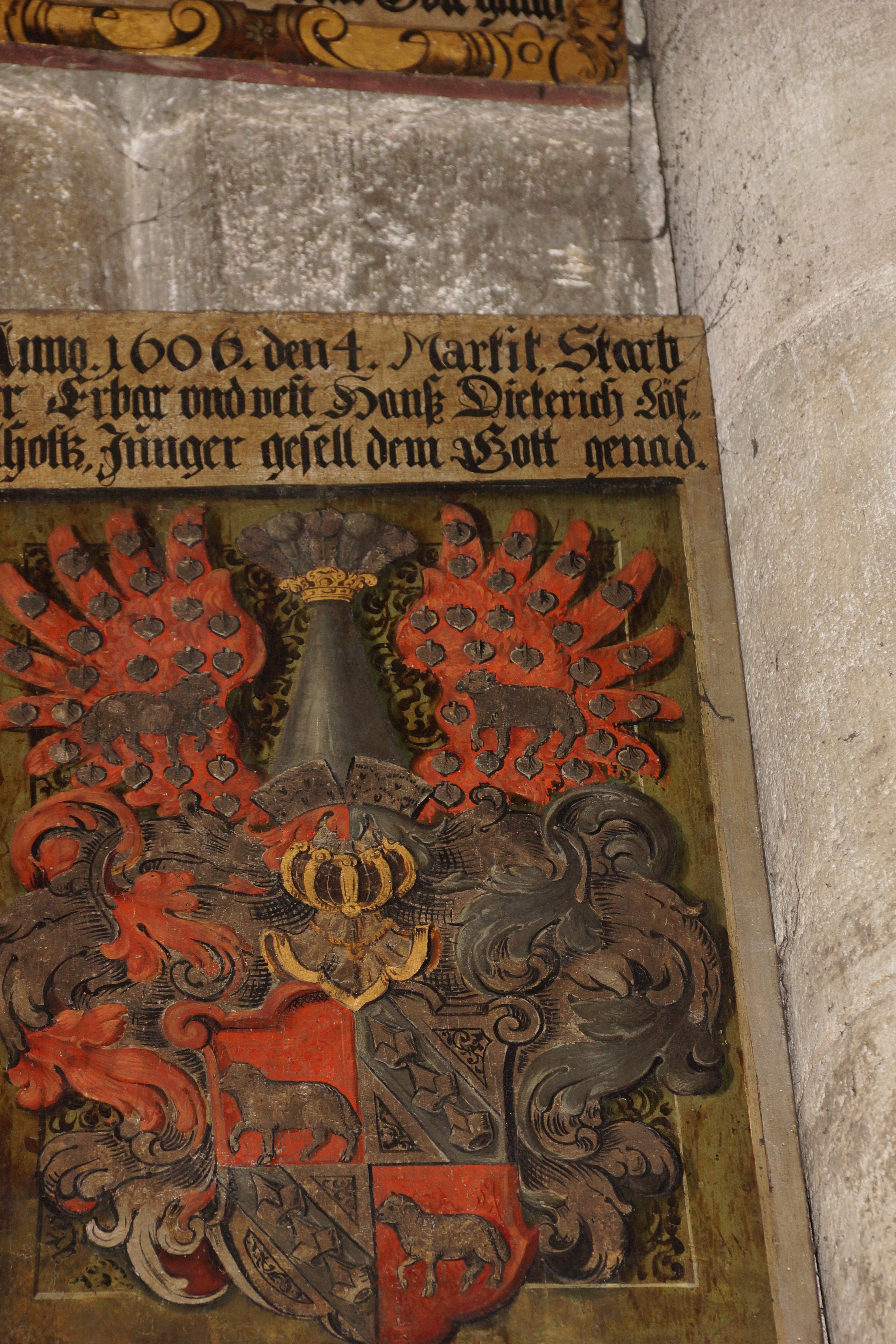
Epitaph für Hans Dietrich Löffelholtz († 1606)
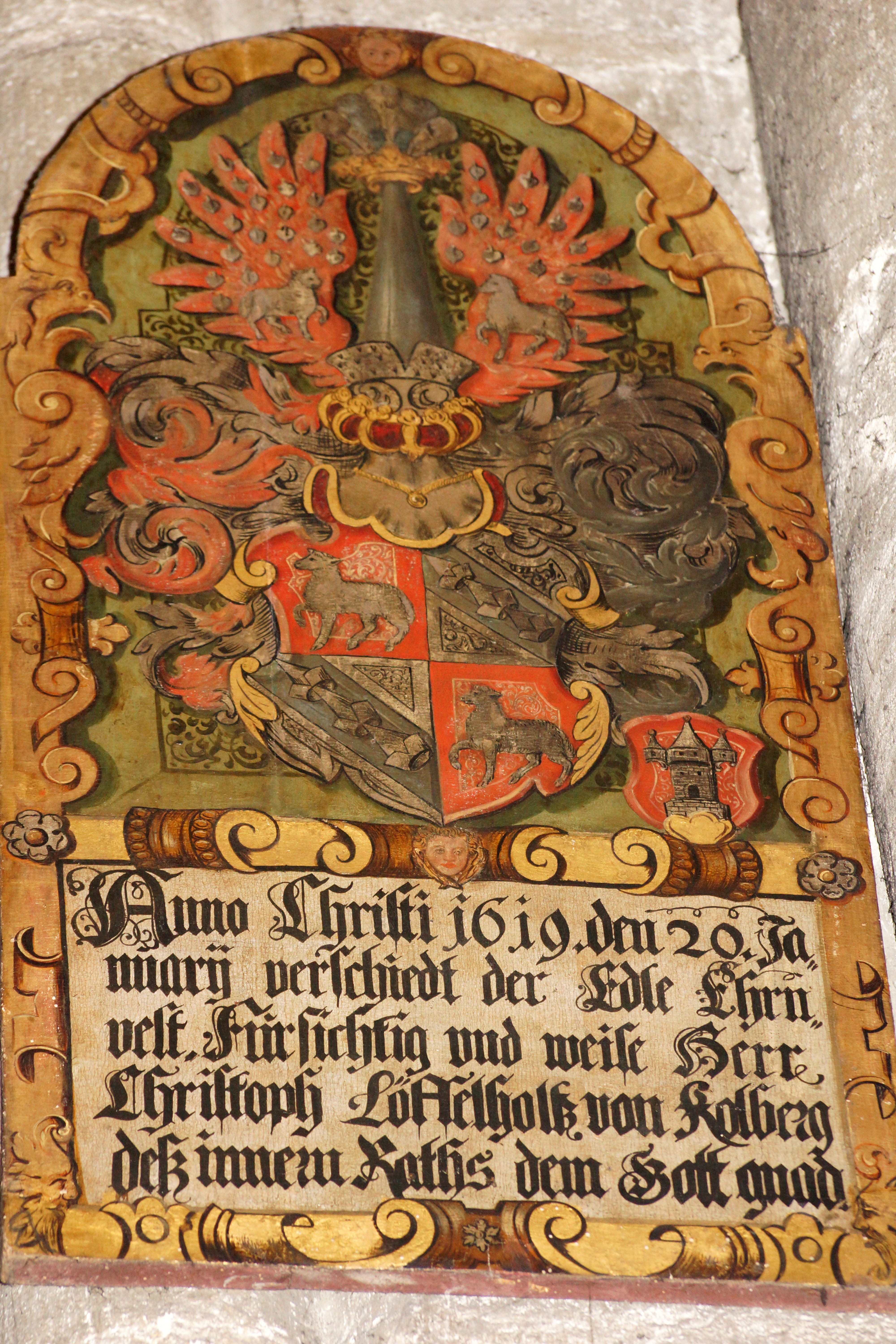
Epitaph für Christoph Löffelholtz († 1619)
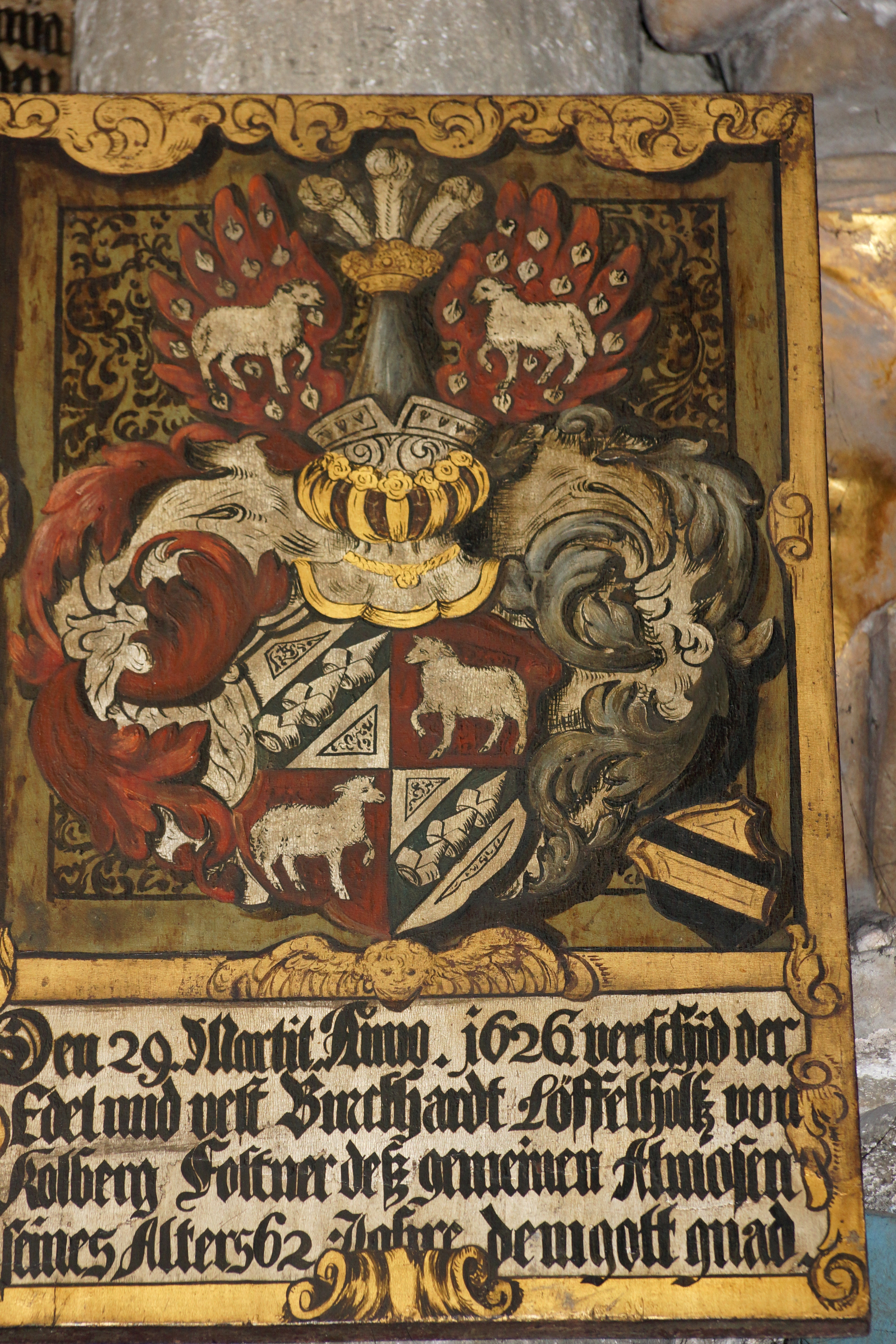
Epitaph für Burckhardt Löffelholtz († 1626)
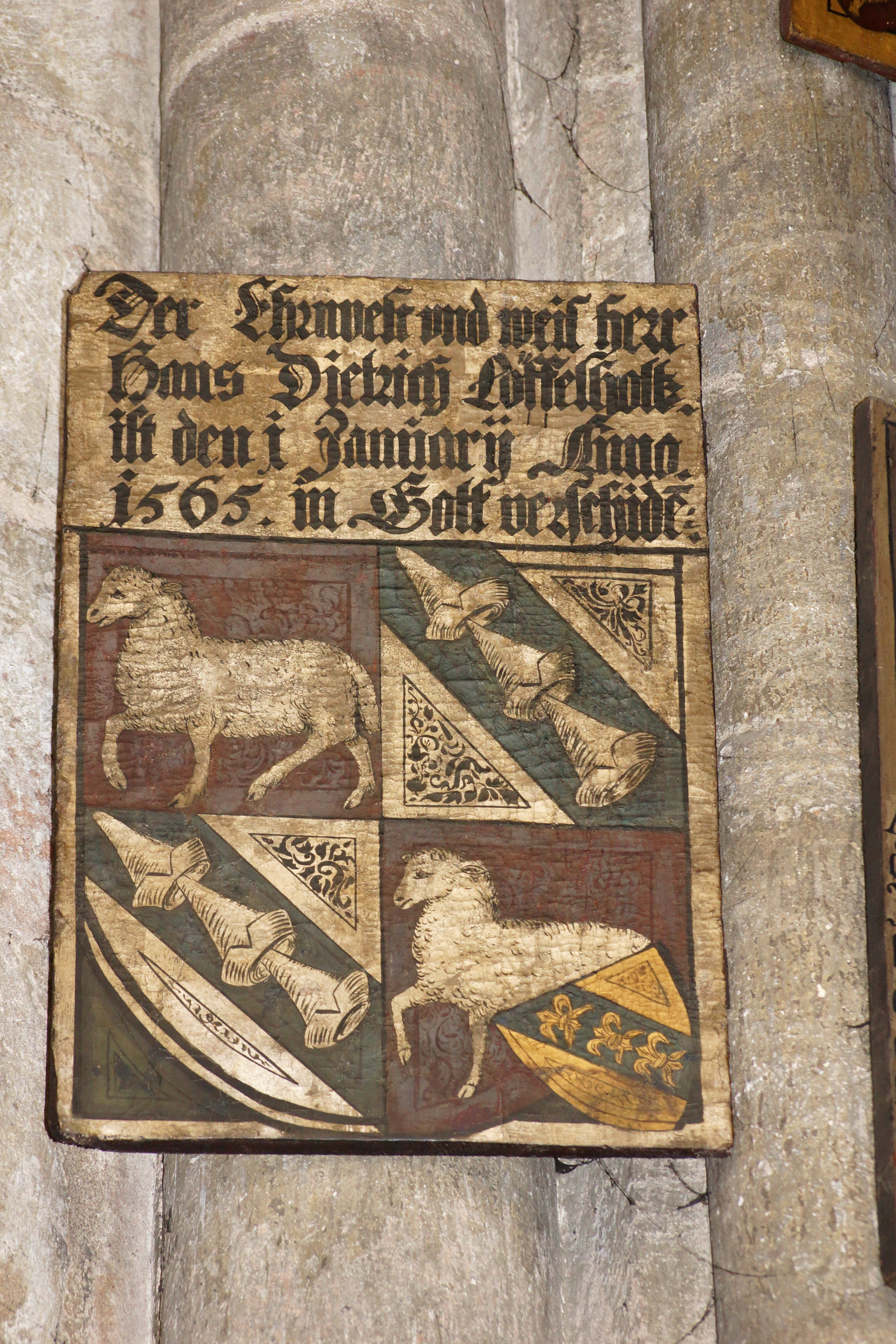
Epitaph für Burckhardt Löffelholtz († 1626)
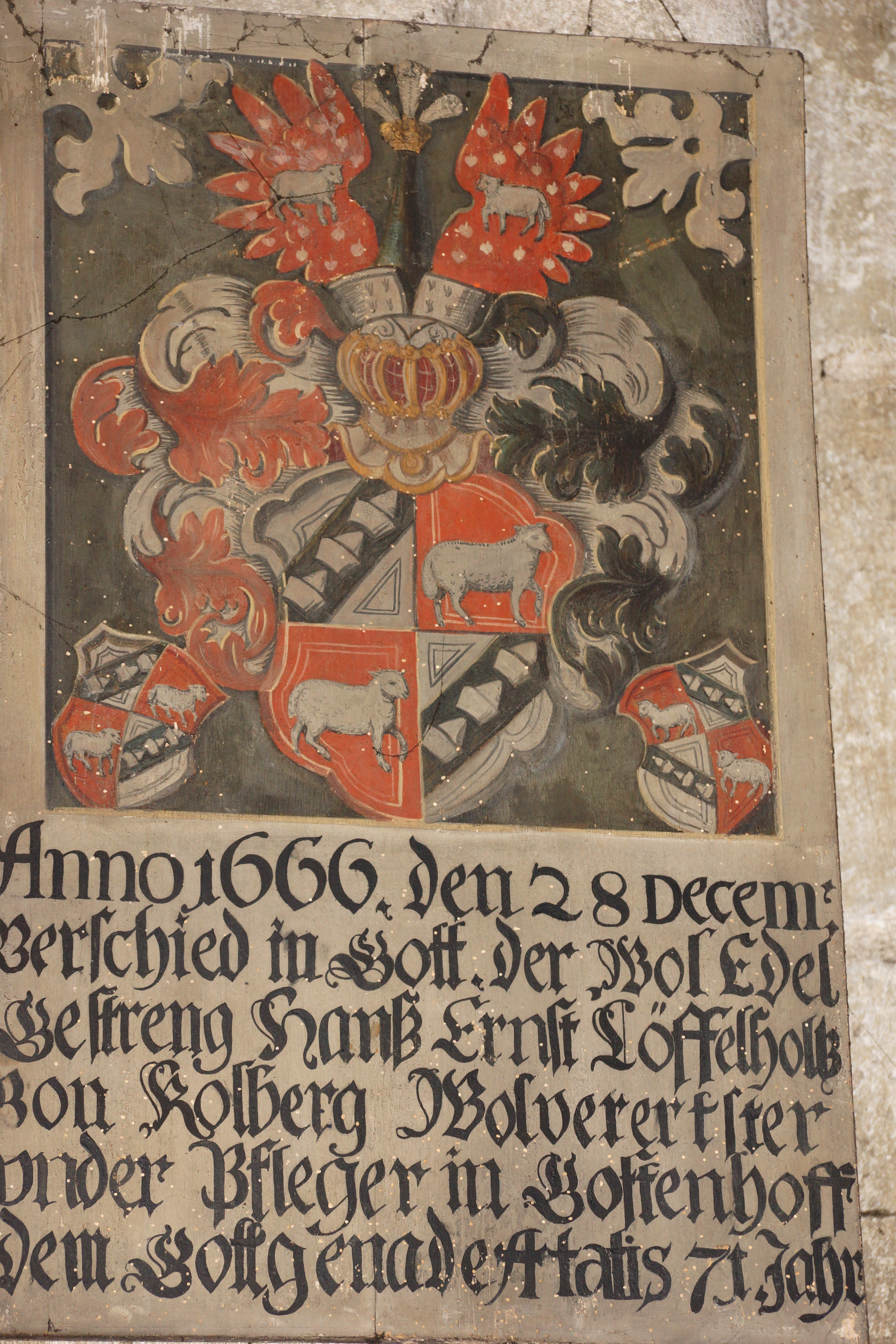
Epitaph für Hans Dietrich Löffelholtz († 1665)
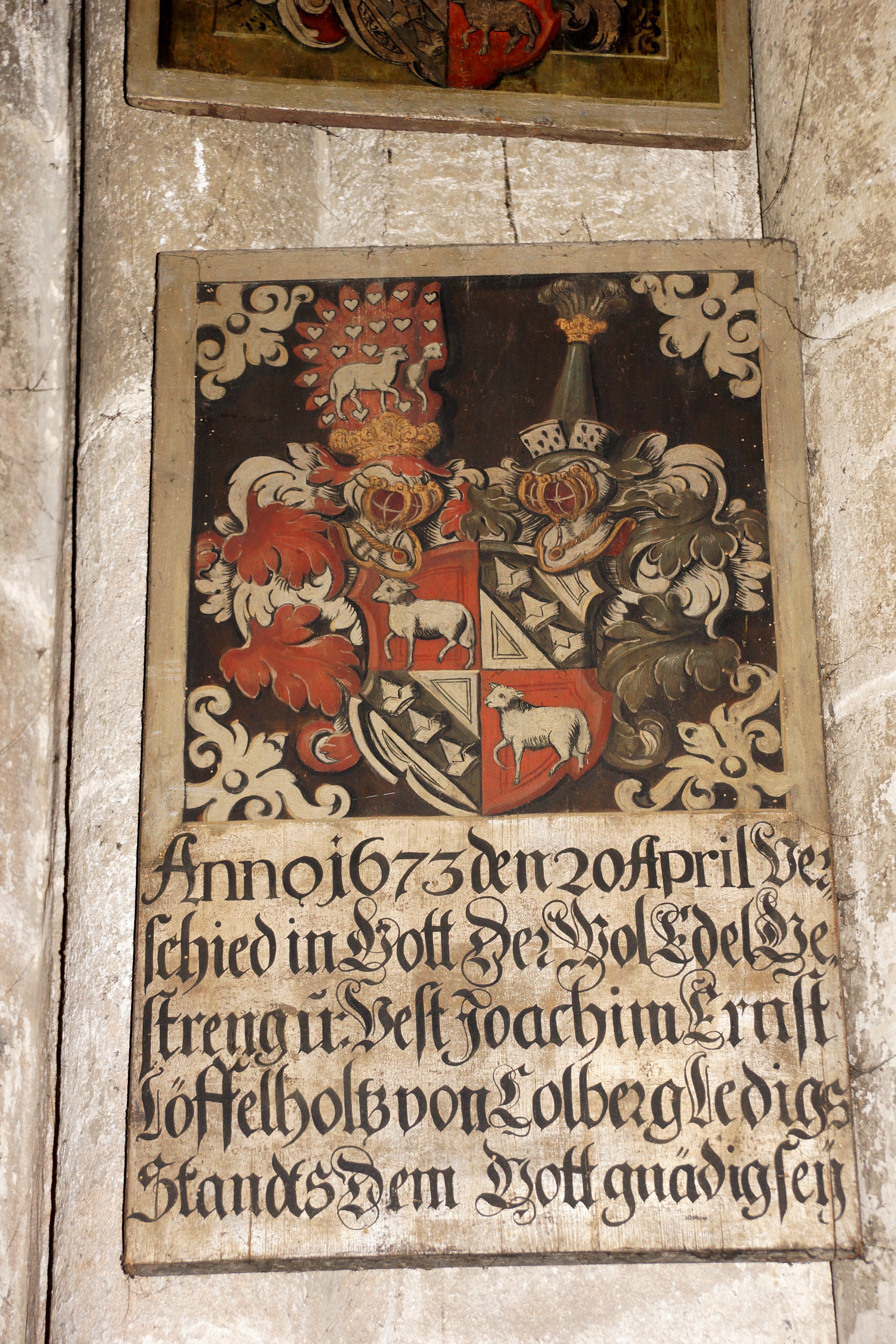
Epitaph für Joachim Ernst Löffelholtz († 1673)